# Ракетные войска и артиллерия СССР

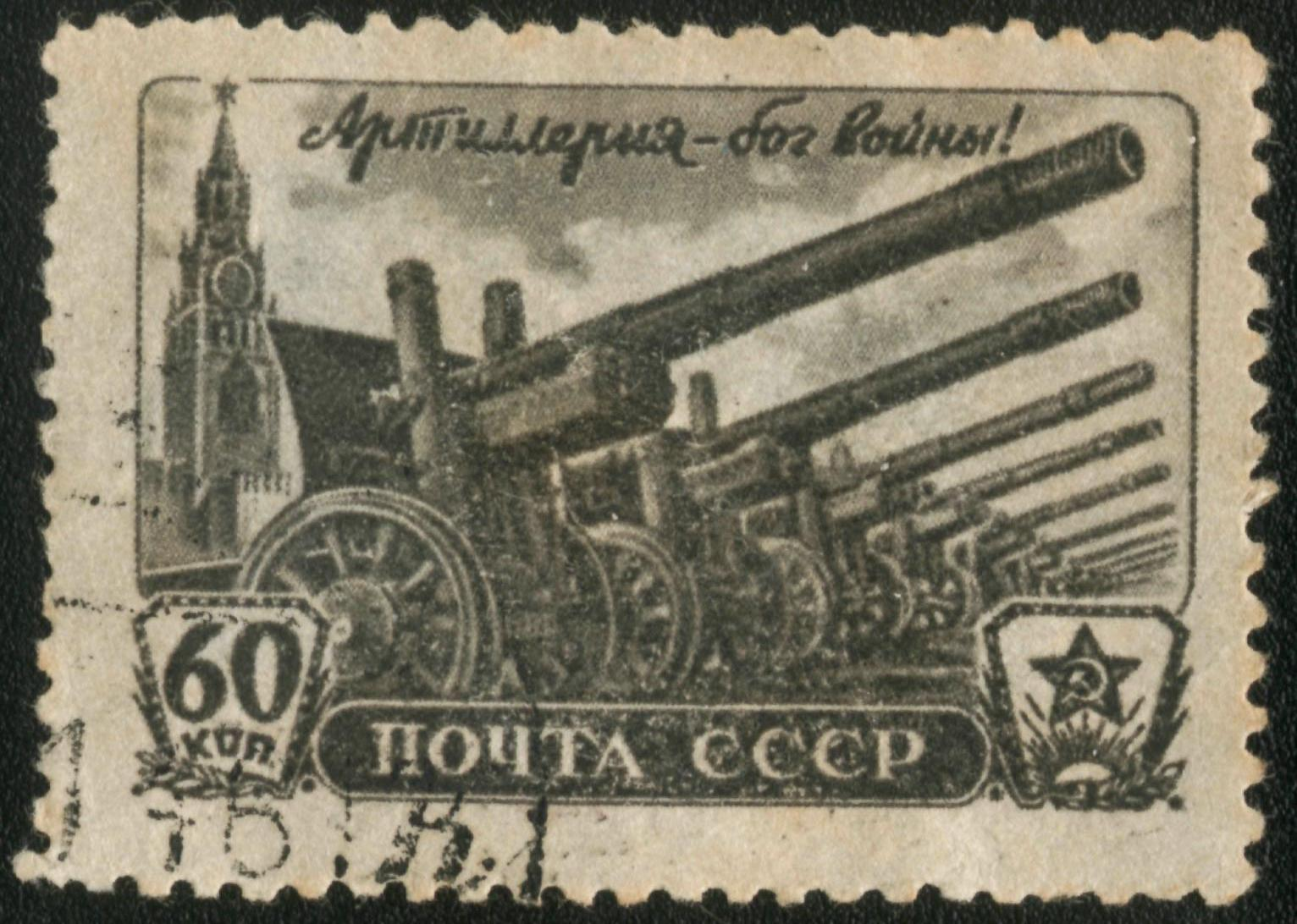
Почтовая марка СССР
«Артиллерия — бог войны!»
1945 год

Ракетные войска и артиллерия сухопутных войск СССР (РВиА СВ СССР) — род войск Сухопутных войск Вооружённых сил СССР.
Род войск был представлен артиллерийскими и ракетными соединениями и отдельными частями, ракетными и артиллерийскими воинскими частями в составе соединений, артиллерийскими подразделениями в составе общевойсковых частей (мотострелковые и танковые полки). Род войск имел централизованное командование и возглавлялся Командующим ракетными войсками и артиллерией. В организационном порядке род разделялся на войсковую артиллерию входившую в состав соединений и объединений до уровня армии и на артиллерию Резерва верховного главнокомандования, которая подчинялась непосредственно командованию военных округов.
В разные исторические периоды род войск носил различные наименования:
- Артиллерия Рабоче-крестьянской Красной Армии — 15 октября 1918 — 26 февраля 1946[К 2];
- Артиллерия Советской Армии — 26 февраля 1946 — 1 января 1961;
- Ракетные войска и артиллерия Сухопутных войск СССР — 1 января 1961 — 14 февраля 1992.

## История

### ПериодГражданской войны

#### Создание первых штатных структур

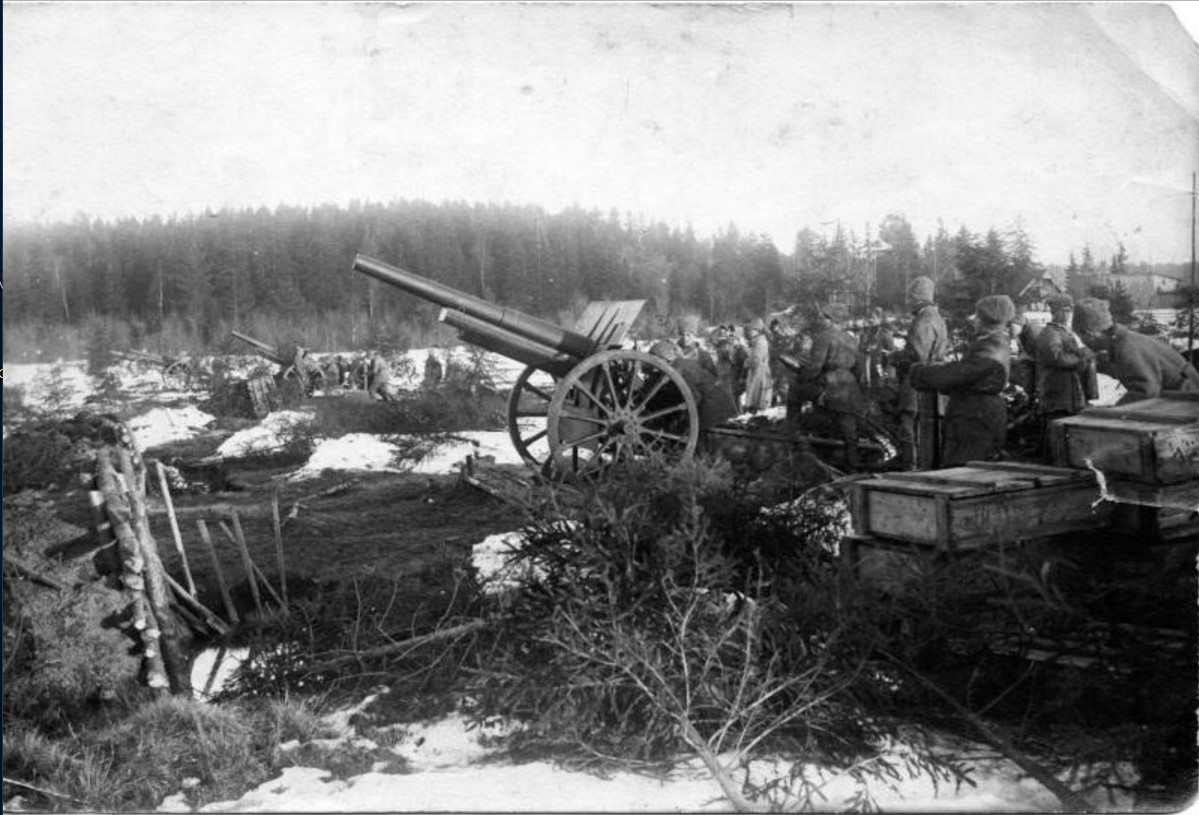
107-мм пушка полевой артиллерии РККА.
Подавление Кронштадтского мятежа.
Март 1921 года

Артиллерия как род войск появилась в РСФСР с созданием Рабоче-крестьянской красной армии в феврале 1918 года.
Первоначально создание артиллерийских подразделений было стихийным и неорганизованным. Первые артиллерийские подразделения в формированиях Красной армии создавались без указания центральных органов управления по собственной инициативе военнослужащих, в связи с чем имели разный штат и вооружение. В некоторых случаях в ряды Красной армии переходили полным составом батареи и дивизионы из революционно настроенных частей и соединений прежней царской армии. Подобным образом была почти полностью укомплектована артиллерия Восточного фронта. же в первые месяцы формирования Красной армии в некоторых общевойсковых соединениях имелась штатная артиллерия. К примеру в составе 1-м корпуса Рабоче-крестьянской красной армии, созданном в начале марта 1918 года в Петрограде была лёгкая артиллерийская бригада, мортирный дивизион и тяжёлый артиллерийский дивизион. Но вопрос с утверждением общих штатов артиллерийских подразделений для всей Красной армии оставался сложным.
Военное руководство Советской республики с первых дней создания Красной армии перешло к вопросу упорядочивания штатов войск. С началом гражданской войны в штате пехотных дивизий РККА (позже переименованных в стрелковые) создавались артиллерийские подразделения и части по структуре повторявшие те что имелись в бывшей царской армии.
В апреле 1918 года вышел приказ Народного комиссариата по военным делам, определивший штат артиллерии пехотной дивизии. Согласно ему пехотная дивизия располагала лёгкой артиллерийской бригадой из 3 дивизионов по 3 батареи в каждом дивизионе:
- мортирный (гаубичный) или горный артиллерийский дивизион в составе трех батарей;
- отдельный полевой тяжелый артиллерийский дивизион;
- позиционная лёгкая батарея для стрельбы по воздушному флоту.

Все батареи имели 4 орудия. Общее число орудий в дивизии — 64 единицы. Руководил действиями всей артиллерии — командир артиллерии дивизии.
В связи с нехваткой орудий и командного состава данный приказ не был осуществлён.
В октябре 1918 года вышел новый приказ который регламентировал иные штаты артиллерии стрелковой дивизии. Этот приказ предполагал большее число орудий (116 единиц), наличие 2 воздухоплавательных отрядов и авиационного отряда для корректировки огня. Этот приказ также не был реализован из-за прежних проблем.
К марту 1919 года вышел третий приказ об упорядочении штатов, в котором было учтено реальное состояние с вооружением и кадрами. Он предполагал наличие в стрелковой дивизии 44 орудий двух типов. Поскольку требования оказались посильными к выполнению, в скором времени многие стрелковые дивизии получили следующие артиллерийские подразделения:
- 3 лёгких артиллерийских дивизиона 76-мм полевых пушек (в каждом 3 батареи по 4 орудия);
- гаубичный дивизион 122-мм гаубиц (2 батареи по 2 орудия);
- тяжёлый гаубичный дивизион 152-мм гаубиц (2 батареи по 2 орудия).

Таким же сложным процессом оказалось упорядочение штатов артиллерии кавалерийских дивизий, в которых вместо запланированных 4 батарей в конно-артиллерийских дивизионах удалось сформировать только по 3 батареи.
В октябре 1918 года вышел приказ Революционного военного совета республики которым была расформирована Тяжёлая артиллерия особого назначения бывшей царской армии и на её основе была создана Тяжёлая артиллерия особого назначения Красной армии (ТАОН РККА). Согласно приказу предполагалось создание 5 армейских артиллерийских бригад тяжёлой артиллерии, 1 резервной артиллерийской бригады и 22 отдельных тяжёлых артиллерийских дивизионов (по 3 батареи в каждом). Из запланированного удалось создать только 3 бригады, 1 резервную бригаду и 14 отдельных дивизионов. На вооружении ТАОН РККА насчитывалось 198 тяжелых орудий калибрами от 120-мм до 305-мм. Отдельные дивизионы усиливали общевойсковые армии на различных участках фронтов. В связи с неудовлетворительным обеспечением средствами тяги, формирования тяжёлой артиллерии часто не успевали прибыть в указанные районы боевых действий в заданные сроки. Но в целом применение Тяжёлой артиллерии особого назначения было признано эффективным.
Кроме обычной полевой артиллерии в годы гражданской войны штабом Реввоенсовета уделялось внимание развитию других видов артиллерии Красной армии.
Летом 1919 года Революционный военный совет Восточного фронта вынес специальное постановление о создании 3 отдельных горных артиллерийских дивизионов, которыми планировалось вести боевые действия в горах Урала. Из-за нехватки горных орудий был сформирован только один дивизион.
Также в начале лета 1919 года Революционный военный совет республики дал начало созданию миномётных батарей при запасных артиллерийских бригадах. Позже миномётные батареи были сведены в отдельные минометные дивизионы. Уже в конце июня 1919 года на Южном фронте участвовал в боевых действиях 1-й отдельный минометный дивизион.
Для организации противовоздушной обороны войск Красной армии в июле 1918 было создано специальное Управление заведующего зенитных батарей для РККА (Упрзазенфор). К ноябрю 1918 года в штатах стрелковых дивизий были введены противосамолётные дивизионы состоящего из 3 батарей по 4 76-мм зенитных орудия — что послужило началом прообразом для Войск ПВО сухопутных войск, которые как вид вооружённых сил будут выделены из артиллерийских войск только в 1958 году. Одновременно создавались противосамолётные батареи для противовоздушной обороны крупнейших городов как Петроград и Москва — что стало прообразом для Войск ПВО страны.
Таким образом, артиллерия Красной армии подразделялась на четыре разновидности:
- полевая артиллерия;
- траншейная артиллерия (миномёты);
- тяжелая артиллерия особого назначения;
- противосамолётная артиллерия (зенитная).

#### Централизация управления артиллерией
15 октября 1918 года для руководства и управления артиллерией была учреждена должность инспектора артиллерии при штабе Революционного военного совета республики.
На эту должность был назначен бывший царский генерал-лейтенант Шейдеман Г. М.. С августа 1921 года должность была переименована в Начальник артиллерии РККА. Инспектор артиллерии по своим обязанностям руководил боевой деятельностью артиллерии, созданием новых артиллерийских формирований, комплектованием кадров, подготовкой главных документов касающихся развития артиллерии.
Для централизованного управления артиллерийскими формированиями на местах — в военных округах были созданы окружные артиллерийские управления, которые исполняли директивы центральных артиллерийских ведомств, непосредственно руководили формированием артиллерийских подразделений в округах, имели запасные артиллерийские части для подготовки кадров для артиллерии действующей армии. При штабах всех фронтов и армий были учреждены должности инспекторов артиллерии фронтов и армий. Инспекторы контролировали  деятельность находящейся в их подчинении артиллерии.
С осени 1918 года артиллерия Красной армии, получив централизованное управление, стала полноценным родом войск.

#### Подготовка кадров
Острая нехватка кадровых офицеров-артиллеристов побудила военное руководство республики на создание артиллерийских училищ. Уже в феврале-марте 1918 года на базе Михайловского и Константиновского артиллерийских училищ были созданы 1-е и 2-е советские артиллерийские курсы по подготовке командиров-артиллеристов.
Подобные курсы были созданы и в ряде других городов, и непосредственно в самой действующей армии. К примеру в декабре 1918 года при Революционном военном совете Восточного фронта, в городе Арзамасе были созданы курсы по подготовке командиров для артиллерийских подразделений фронта. В январе 1919 года в Харькове были созданы 1-е советские харьковские артиллерийские курсы.

#### Численность вооружения
В период гражданской войны происходил рост численности вооружения артиллерии Красной армии: 
- в конце 1918 года — 1700 орудий;
- в середине 1919 года — 2292;
- в конце 1920 года — 2964 орудия.

### Межвоенный период

#### Организационные и штатные преобразования
По окончании гражданской войны, в артиллерии Красной армии началось реформирование организационно-штатных структур и центральных органов управления.
В 1921 году главный руководящий орган рода войск был преобразован из Инспекции артиллерии РККА в Управление артиллерии РККА. Начальником управления был назначен Шейдеман Г. И., возглавлявший прежнюю инспекцию с 1918 года.
Произошла реорганизация управления артиллерией и артиллерийского снабжения. Мероприятия начались частично в 1922 году. Было преобразовано Главное артиллерийское управление (ГАУ), ведавшее только вопросами артиллерийского снабжения. Оно под этим же названием было объединено с Управлением начальника артиллерии РККА и стало органом управления всей артиллерией. Начальником Главного артиллерийского управления был назначен начальник артиллерии РККА Шейдеман Г. М.
Однако в 1924 году, с очередной военной реформой, ГАУ снова было преобразовано в Артиллерийское управление, с назначением ему функций по снабжению и с подчинением Начальнику снабжения РККА. Для руководства строевыми частями артиллерии была создана Инспекция артиллерии РККА. В 1925 году Шейдемана на посту Начальника инспекции артиллерии РККА сменил полковник Грендаль В. Д..
В 1923 году в стрелковых полках была создана полковая артиллерия, задачей которой ставилась непосредственная поддержка полковых подразделений в бою. Первоначально она была представлена батареей с 37-мм пушками Розенберга и 76-мм скорострельными орудиями образца 1902 года. В последующем полки получили артиллерийский дивизион из двух батарей.
Также в 1923 году в стрелковых войсках была введена корпусная организация, которая потребовала наличия в составе корпуса полевого тяжелого артиллерийского дивизиона, который имел на вооружении 107-мм пушки и 152-мм гаубицы. В последующем корпусная артиллерия была представлена тяжелыми артиллерийскими полками.
В 1924 году произошли изменения в дивизионной артиллерии, которая теперь представляла собой артиллерийский полк из двух дивизионов. В последующем количество дивизионов в артиллерийском полку возросло до трёх. На вооружении этого полка были 76-мм пушки образца 1902 года и 122-мм гаубицы образца 1910 года.
В 1923 году официально была произведена замена терминов  «противосамолетная артиллерия» на «зенитная артиллерия»
В 1924 году отдельные зенитные дивизионы были развёрнуты в зенитные артиллерийские полки с одновременным увеличением зенитных орудий.
В 1925 году Тяжёлая артиллерия особого назначения была переименована в Артиллерию резерва главнокомандования (Артиллерия РГК или АРГК). В целях централизации боевой подготовки и рационального использования артиллерии РГК в ней началось создание артиллерийских дивизий. Предполагалось создать 4 соединения по 28 орудий с калибром от 152-мм до 305-мм. В итоге была создана только одна дивизия состоящая из двух полков и дивизиона. В 1931 году дивизия была разделена на два отдельных полка.
1927 году был издан Боевой устав артиллерии РККА в двух частях, в которых были установлены порядок участия в боевых действиях артиллерийских формирований и взаимодействие с пехотой и кавалерией, рассмотрены вопросы организации, техники и стрельбы войсковой артиллерии, артиллерии большой мощности, горной артиллерии, зенитной артиллерии и позиционной артиллерии. Также в них были изложены основы политической работы в артиллерии в боевой обстановке.
В 1927 году при штабе Красной армии был создан 6-й отдел противовоздушной обороны, подчинявшийся Инспекции артиллерии РККА. В 1930 года 6-й отдел был преобразован в 6-е управление, которое занималось централизованным управлением войск противовоздушной обороны. В штабах военных округов были созданы отделы ПВО.
К концу 1920-х годов артиллерия РККА получила современную на тот период штатную организацию, располагала высококачественной материальной частью и приобрела определенные основы боевого применения.
В ноябре 1931 года Инспекцию артиллерии РККА возглавил комдив Роговский Н. М..
В апреле 1932 года 6-е управление Генерального штаба РККА, было преобразовано в Управление ПВО РККА во главе с начальником ПВО, который осуществлял руководство всеми средствами ПВО по специальным вопросам, а также координировал деятельность гражданских ведомств и общественных организаций по вопросам противовоздушной обороны.
В 1932 году на основе 40-го отдельного дивизиона разведывательной службы был создан Учебно-опытный полк артиллерийской инструментальной
разведки. В 1933 году в корпусных артиллерийских полках и в некоторых полках АРГК создаются дивизионы разведывательной службы, а в артиллерийских полках стрелковых дивизий — взводы топографической разведки и метеорологические посты. Все эти меры повышали точность артиллерийского огня и эффективность применения артиллерии в целом.
В декабре 1935 года Инспекция артиллерии РККА была преобразована в Управление артиллерии РККА, с восстановлением должности начальника артиллерии РККА.
В июне 1937 года вместо репрессированного комдива Роговоского, должность начальника артиллерии РККА занял комкор Воронов Н. Н..
13 июля 1940 года вышел приказ Народного комиссариата по делам обороны, согласно которому должность начальника артиллерии РККА была упразднена и введена должность первого заместителя начальника Главного артиллерийского управления по боевой подготовке.
В декабре 1940 года Управление ПВО РККА было преобразовано в Главное управление ПВО РККА, которое занималось планированием и управлением войсками ПВО, учётом их вооружения и руководством боевой подготовкой.

#### Перевооружение
В 1930-е годы осуществлялась модернизация имевшихся на вооружении орудий и разработка новых образцов обладавших более высокими показателями скорострельности, дальнобойности и мощности. Процесс модернизации стал возможным благодаря политике индустриализации государства проводимой властями.
Были созданы такие новые образцы вооружения как:
- 203-мм гаубица образца 1931 года (Б-4);
- 122-мм пушка образца 1931 года (А-19) — модернизирована в 1937 году;
- 76-мм зенитная пушка образца 1931 года (3-К);
- 45-мм противотанковая пушка образца 1932 года (19-К) — модернизирована в 1937 году;
- 122-мм гаубица образца 1938 года (М-30)
- 76-мм зенитная пушка образца 1938 года
- 85-мм зенитная пушка образца 1939 года (52-К)
- 82-мм батальонный миномёт
- 107-мм полковой горно-вьючный миномёт образца 1938 года
- 120-мм полковой миномёт образца 1938 года

Модернизации подверглись старые образцы вооружения использовавшиеся ещё в Первую мировую войну, такие как:
- 152-мм гаубица образца 1909 года — модернизирована в 1930 году
- 107-мм пушка образца 1910 года — в 1930 году
- 122-мм гаубица образца 1910 года — в 1930 году
- 152-мм пушка образца 1910 года — в 1930 году
- 152-мм пушка образца 1910 года — в 1934 году
- 152-мм гаубица образца 1910 года — в 1937 году

С 1937 года в СССР на основе созданных к тому времени авиационных реактивных снарядов, началась активная разработка реактивной артиллерии и создание реактивных систем залпового огня (РСЗО).

#### Участие артиллерии РККА в боях у озера Хасан
В пограничном конфликте у озера Хасан летом 1938 года от артиллерии РККА участвовала войсковая артиллерия 39-го стрелкового корпуса Дальневосточного фронта. Сам фронт был создан за один месяц до указанных событий.
В 39-м стрелковом корпусе насчитывалось свыше 600 орудий, которые были в 32-й стрелковой дивизии, 40-й стрелковой дивизии, 2-м механизированном корпусе и в 39-м корпусном артиллерийском полку.
Артиллерия была выдвинута для усиления пограничных войск в район боевых действий на расстояние около 200 километров. Заболоченность местности вызывала сложность в продвижении войск. Из общего числа всей артиллерии корпуса в назначенный срок в район боевых действий оказывать непосредственную поддержку войскам, прибыла только часть формирований располагавших около 240 орудий и небольшим числом миномётов. Средняя плотность артиллерии достигла 40—50 орудий (калибрами от 45-мм до 203-мм) на 1 километр фронта. Боевые действия велись с утра 6 августа до обеда 11 августа. Совместные действия пехоты и артиллерии были признаны удачными. Японские войска отступили с территории СССР.
За участие в данном конфликте к высокому званию Героя Советского Союза был представлен первый в истории  военнослужащий артиллерии РККА — командир противотанкового взвода 118-го стрелкового полка 40-й стрелковой дивизии лейтенант Лазарев И. Р..

#### Участие артиллерии РККА в боях на Халхин-Голе
В мае 1939 года начался пограничный конфликт Японии с Монголией, в которой СССР выступил на стороне своего союзника — Монголии.
Первоначально конфликт начался с вооружённых столкновении японских и монгольских войск с 8 мая, но уже с 22 мая в нём приняли участие советские войска. Первым формированием артиллерии РККА, принявшем участие в боевых действиях в этом конфликте, стала артиллерийская батарея включённая в состав сводного отряда сформированного в 57-м особом стрелковом корпусе. Кроме данной батареи в отряд входили 3 мотострелковые роты и сапёрная рота. Отряд совместно с бронедивизионом монгольской армии к 22 маю оттеснил вторгшиеся японские войска за пределы монгольско-маньчжурской границы.
Далее происходило наращивание сил с обеих сторон. 6-я японская армия сосредоточенная у монгольской границы располагала 500 орудиями и 182 танками против 540 орудий и 498 танков 1-й армейской группы советско-монгольских войск.
Основу 1-й армейской группы составлял 57-й особый стрелковый корпус, который был сформирован на территории Монголии в сентябре 1937 года. В артиллерии соединений корпуса насчитывалось 516 орудий из которых: 36 37-мм, 392 45-мм, 72 76-мм и 16 122-мм орудий. Корпусной артиллерии, формирований артиллерийской разведки и связи, а также формирований артиллерийской разведки — в корпусе не имелось. Командный состав артиллерийских частей как и в целом командования корпуса был сильно ослаблен репрессиями.
Согласно замыслу командующего группой Жукова Г. К. предполагалось разгромить противника сковыванием в центре и ударами во фланги, применяя двухсторонний охват с последующим полным окружением. Для этого были созданы три группы войск (северная, центральная и южная), каждая из которых была усилена артиллерией. Приданная артиллерия была разделена на артиллерийские группы поддержки пехоты (от 24 до 60 орудий) и артиллерийские группы дальнего действия (от 12 до 40 орудий). Группы поддержки пехоты создавались по количеству стрелковых полков. Плотность артиллерии менялась в зависимости от поставленных задач. Средняя плотность артиллерии на всём фронте составляла 4 орудия и миномёта на 1 километр. В полосе южной группы войск этот показатель составлял 13—15 единиц. Утром 6 августа после авиационного налёта на японские войска был произведён массированный артиллерийский налёт и советско-монгольские войска перешли в наступление. Артиллерия, взаимодействуя с пехотой, танками и конницей, постоянно продвигалась вперед, уничтожая живую силу и огневые средства противника.
Наступление советско-монгольских войск закончилось полным окружением японских войск и окончанием боевых действий к 16 сентября 1939 года. В противостоянии с противником артиллерия 57-го корпуса потеряла более 100 орудий, что составило 20% от количества на начало боевых действий..

#### Участие артиллерии РККА в советско-финской войне

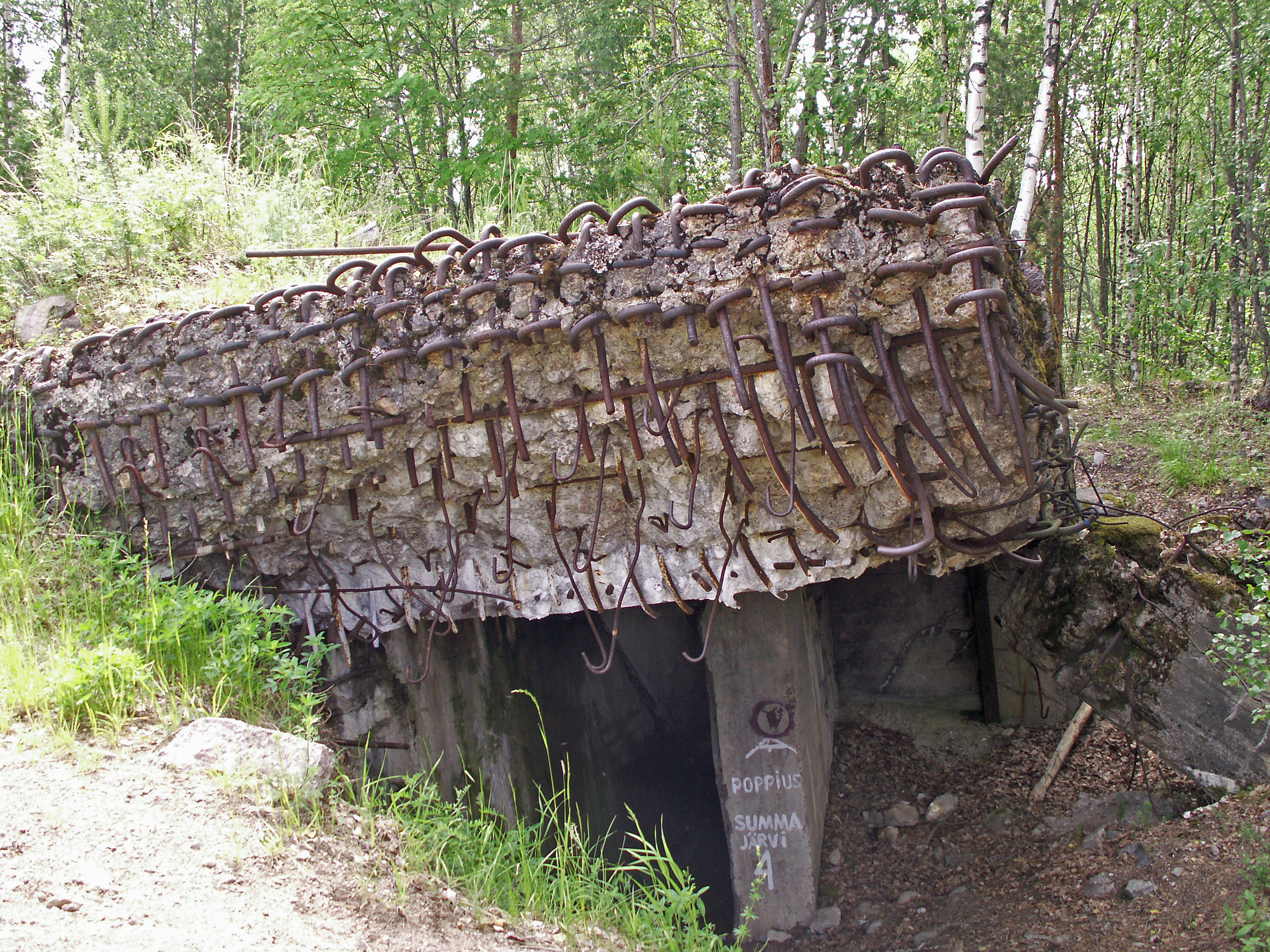
Остатки железобетонного дота на Линии Маннергейма, разрушенного советской артиллерией.
Современность

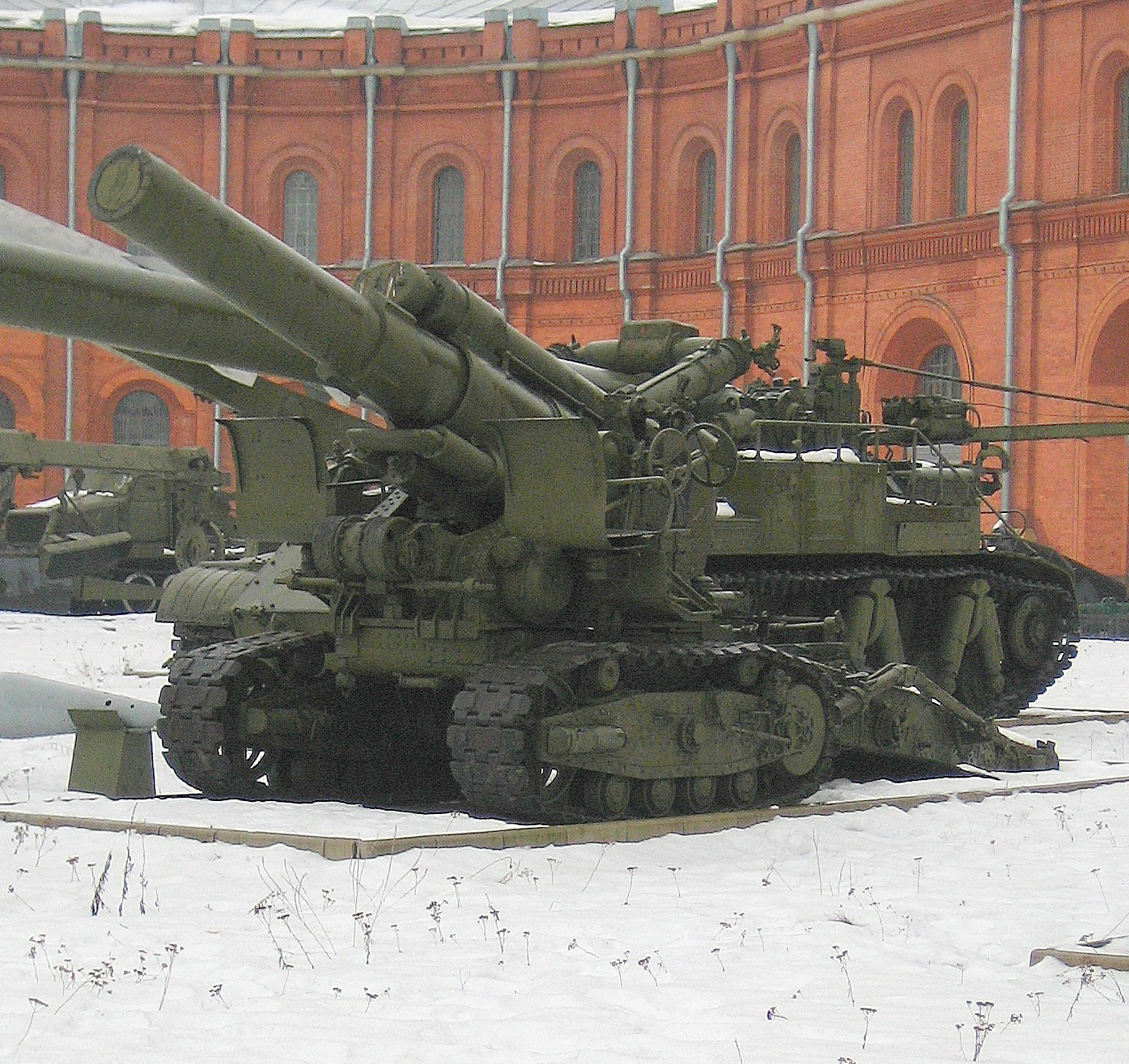
280-мм мортира применявшаяся для разрушения укреплений
на Линии Маннергейма

30 ноября 1939 года началась советско-финская война, которую исследователи разделяют на два этапа.
Первый этап захватывает события с 30 ноября 1939 года по 10 февраля 1940 года, когда в наступлении на выборгском направлении участвовала 7-я армия, которой предстояло преодолеть линию Маннергейма.
В распоряжении 7-й армии наступавшей на фронте шириной до 100 километров было 1200 орудий и миномётов (из этого числа — 112 зенитных пушек). Не располагая решающим превосходством над противником, 7-я армия к первой половине декабря дошла с боями до основной полосы долговременных укреплений, но смогла их с ходу прорвать. Мощная полоса обороны достигала в глубину 8-10 км и состояла из множества дотов, дзотов и убежищ. Плотность дотов доходила до 6 на 1 километр. Подступы к ним прикрывались противотанковыми и противопехотными препятствиями и заграждениями. Для прорыва данной полосы обороны требовались организационные мероприятия по устранению серьёзных недостатков как в подготовке войск, так и в вопросах управления ими.
Второй этап начался с 10 февраля 1940 года, когда все организационные мероприятия были завершены.
По замыслу командования разгром противника должен был осуществляться ударом смежных флангов 13-й и 7-й армий на выборгском направлении, где находилась главная группировка противника на Карельском перешейке. Для этого было создано тройное превосходство в пехоте и в 4-6 раз увеличено числе артиллерийских орудий, а ещё большее — в танках и авиации. 11 февраля началось наступление советских войск.
При подготовке к наступлению войска Северо-Западного фронта были дополнены большим количеством артиллерии РГК. Всего на начало наступления имелось 3930 орудий и миномётов (в числе которых 60 зенитных пушек). На участках прорыва было сосредоточено от 70 до 85% всей артиллерии. К примеру в 7-й армии плотность артиллерии достигла более 70 единиц на 1 километр фронта.
Для огневого вскрытия осуществлялась стрельба из 152-мм и иногда 203-мм орудий фугасными или бетонобойными снарядами. После оценки его результатов перекрытия дзотов (убежищ) разрушались огнём 152-мм орудий, а перекрытия дотов — 203-мм, или 280-мм орудий. Для стрельбы с закрытых позиций для обеспечения 4-5 попаданий в дот — расход на пристрелку, вскрытие и разрушение дота составлял до 500 снарядов. Большая экономия снарядов достигалась при стрельбе прямой наводкой по напольной стенке сооружения на дальности до 1 километра. Также оказался эффективным огонь бронебойным снарядом из 45-мм противотанковых пушек по амбразурам.
Артиллерийские группы поддержки пехоты составлялись из подразделений полков дивизионной артиллерии и гаубичных полков РГК (4—5 дивизионов в каждой группе). Стрелковым дивизиям, действовавшим на главном направлении удара, придавались артиллерийские группы разрушения в составе 4—5 тяжёлых дивизионов большой и особой мощности. Артиллерийские группы дальнего действия создавались из расчёта одна группа на корпус, либо по числу дивизий первого эшелона ударной группировки. Перед атакой войск начиналась артиллерийская подготовка, которая довершала огневую деятельность в ходе предварительного разрушения дотов. В 7-й армии продолжительность артиллерийской подготовки была установлена 2 часа 15 минут, а в 13-й армии — 3 часа. Артиллерийская поддержка атаки впервые планировалась методом огневого вала на глубину от 1 до 2 километров.
В итоге усиленной 6-суточной совместной работы артиллерии, пехоты и авиации была прорвана главная полоса обороны финских войск, включавшая 20 узлов сопротивления с 200 дотами и 1000 дзотами.
К 19 февраля части Красной армии вышли ко второй полосе долговременной обороны финских войск.
28 февраля советские войска возобновили наступление и прорвали вторую полосу долговременной обороны, заставив противника начать отступление по всему фронту. В период с 1 по 13 марта была прорвана третья тыловая оборонительная полоса линии Маннергейма. Советские войска взяли Выборг.
При прорыве второй и третьей полос обороны плотность артиллерии достигла на участках прорыва 135 и более орудий и миномётов на 1 километр.
13 марта боевые действия были прекращены.

#### Структура артиллерии РККА к началу лета 1941 года
На начало лета 1941 года артиллерия РККА имела следующую структуру:
- Главное управление артиллерии РККА (с июля 1940 по июль 1941 года должность начальника артиллерии РККА была упразднена)

- окружные артиллерийские управления;
- штабы артиллерии в управлениях армий и корпусов.

- артиллерия резерва Главнокомандования:

пушечные и гаубичные полки с 122-мм и 152-мм орудиями — предназначались для усиления артиллерии дивизий и корпусов;
33 гаубичных полка большой мощности (БМ) по 24 203-мм орудий в каждом — предназначались для разрушения особо прочных оборонительных сооружений;
1 тяжёлый гаубичный артиллерийский полк (ОМ) с 30 305-мм гаубицами — предназначались для разрушения особо прочных оборонительных сооружений;
15 отдельных дивизионов особой мощности (ОМ) с 280-мм орудиями.
- войсковая артиллерия:

- корпусная артиллерия:

корпусной артиллерийский полк — 24 107-мм, 24 122-мм и 12 152-мм орудий;
корпусной артиллерийский полк — 36 152-мм орудий.
отдельный зенитный артиллерийский дивизион — 76-мм и 85-мм орудия.
- дивизионная артиллерия (стрелковая дивизия)

пушечный артиллерийский полк — 16 76-мм пушек;
гаубичный артиллерийский полк —  32 122-мм гаубиц, 12 152-мм гаубиц;
противотанковый дивизион — 18 45-мм пушек;
зенитный артиллерийский дивизион — 12 37-мм и 76-мм пушек.
- полковая артиллерия (стрелковый полк):

противотанковая батарея — 6 45-мм орудий;
пушечная батарея — 6 76-мм пушек;
миномётная батарея — 4 120-мм миномёта;
- батальонная артиллерия:

противотанковый взвод — 2 45-мм орудий;
миномётная рота — 6 82-мм миномёта;
К началу Великой Отечественной войны артиллерия РККА имела на вооружении около 70 000 орудий и миномётов. В данное количество не вошли ротные 50-мм миномёты, которых было изготовлено более 24 000 единиц.

### Великая Отечественная война
С началом Великой Отечественной войны была осознана ошибочность решения по упразднению должности начальника артиллерии РККА. В целях централизованного управления артиллерией Красной армии, 19 июля 1941 года Народный комиссар обороны Сталин И. В. отдал приказ о восстановлении должности начальника артиллерии Красной армии и создания Главного управления при нём. На эту должность был назначен занимавший его прежде до июля 1940 года генерал-полковник Воронов Н. Н..
В подчинении начальника артиллерии РККА находились:
- наземная (полевая) и войсковая зенитная артиллерия;
- артиллерийская авиация и воздухоплавательные части Красной Армии;
- Артиллерийская академия, Артиллерийские курсы усовершенствования командного состава;
- артиллерийские военные училища наземной артиллерии.

Начальный период войны внёс коррективы в структуру противовоздушной обороны. Осенью 1941 года ранее единая система ПВО была поделена на войсковую и ПВО территории страны. Были созданы Войска ПВО территории страны, которыми руководили Главное управление ПВО. При этом руководство войсковой ПВО со стороны Народного комиссариата обороны фактически прекратилось. Данный фактор привёл к серьёзным недостаткам в управлении силами и средствами фронтовой системы ПВО, которые организационно не входили в состав определённого рода войск.
В июне 1942 года решением НКО СССР все наземные формирования ПВО (зенитной артиллерии, зенитных пулемётов, зенитных прожекторов и воздушного наблюдения, оповещения и связи (ВНОС)), которые действовали в составе фронтов, были подчинены Начальнику артиллерии Красной армии и соответственно, начальникам артиллерии фронтов и армий.
В ноябре 1942 года в структуре Главного управления командующего артиллерией Красной армии было сформировано Управление ПВО для руководства  руководства наземными средствами ПВО фронтов.

#### Организационно-штатные преобразования войсковой артиллерии

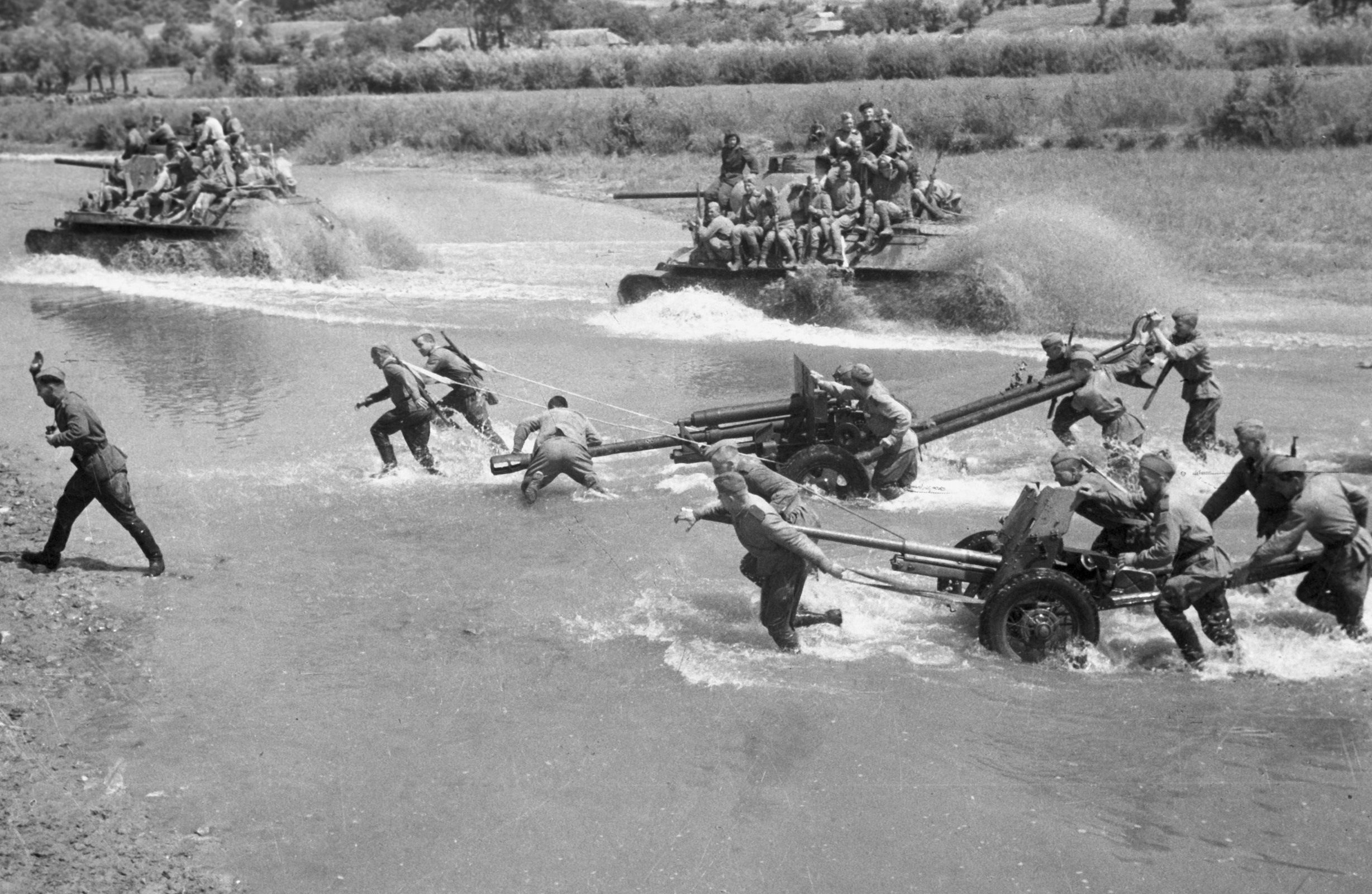
На переправе расчёты 76-мм пушки ЗИС-3 дивизионной артиллерии.
Самое массовое советское орудие за всю её историю. Изготовлено 48 000 единиц.
1-й Украинский фронт. 1944 год

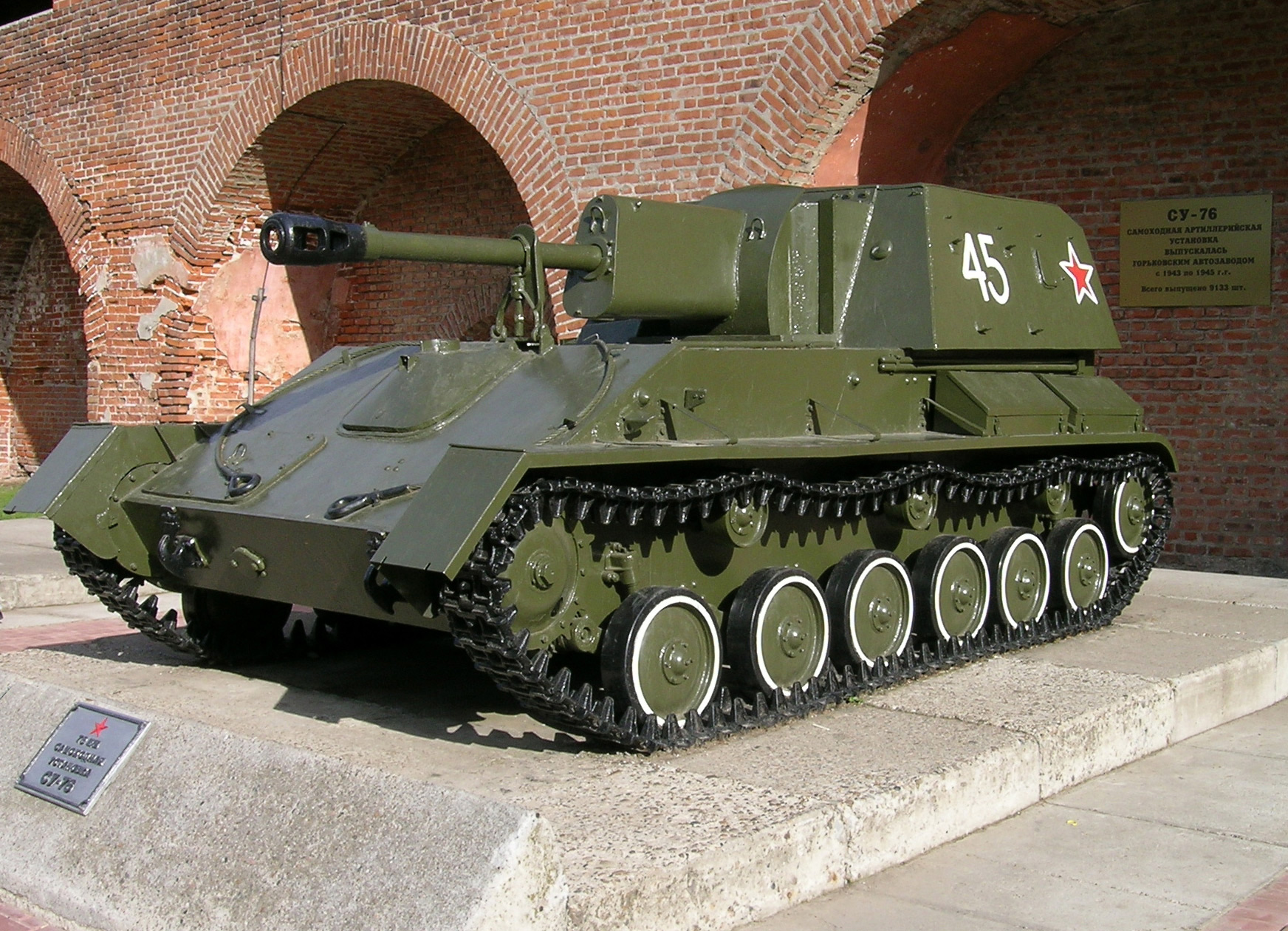
СУ-76 — 76-мм самоходное орудие корпусной артиллерии.
Самый лёгкий и самый массовый тип советских САУ в годы Великой Отечественной войны и войны с Японией

По итогам первого месяца боевых действий, в июле 1941 года была значительно сокращена численность артиллерии стрелковой дивизии. Были упразднены гаубичный артиллерийский полк и отдельный противотанковый артиллерийский дивизион, сокращено количество орудий и минометов полковой и батальонной артиллерии. В итоге артиллерийское вооружение дивизии сократилось с 294 до 142 орудий и миномётов калибром от 37-мм до 122-мм. Причиной подобного шага были большие потери и недостаточность орудий для комплектования резервных дивизий.
К зиме с 1941 на 1942 годы был начат процесс унификации в организации артиллерии. В декабре 1941 года в штат стрелковой дивизии вернули противотанковый дивизион (12 45-мм пушек), вместо отдельного зенитного дивизиона введена зенитная батарея (6 37-мм пушек). В стрелковых полках были созданы миномётные батареи на 82-мм миномётах, а в стрелковых дивизиях дополнительно к артиллерийскому полку были созданы дивизионы на 120-мм миномётах.
В марте 1942 г. в дивизионный артиллерийский полк был добавлен третий дивизион из 2 батарей 76-мм пушек и 122-мм гаубиц. Во второй половине 1942 года в батальоны вернули с полковой артиллерии миномётные роты на 82-мм миномётах, а в полки вернули дивизион на 120-мм миномётах из дивизионной артиллерии.
В декабре 1942 года была произведена очередная реформа структуры артиллерии в составе стрелковой дивизии, которая осталась неизменной до самого конца войны:
- в каждый стрелковый батальон введён противотанковый взвод 45-мм пушек;
- увеличено количество 120-мм миномётов;
- в гвардейских стрелковых дивизиях артиллерийский полк стал состоять из 3 дивизионов по 3 батареи.

В июне 1942 года началось восстановление стрелковых корпусов упразднённых во второй половине 1941 года. В связи с этим начали создаваться новые корпусные артиллерийские полки смешанного состава (орудия калибров 76-мм, 120-мм и 122-мм) для гвардейских стрелковых корпусов.
Летом 1943 года в состав бронетанковых и механизированных войск и кавалерийских корпусов были введены полноценные артиллерийские, зенитные и миномётные части, в которых ранее их практически не было. В связи со спецификой предназначения танковых и механизированных корпусов которые действовали в отрыве от главных сил в составе подвижных групп, артиллерия в них была наиболее многочисленной (миномётный, самоходно-артиллерийский, противотанковый, зенитный полки и дивизион реактивной артиллерии).

#### Организационно-штатные преобразования артиллерии РГК/РВГК

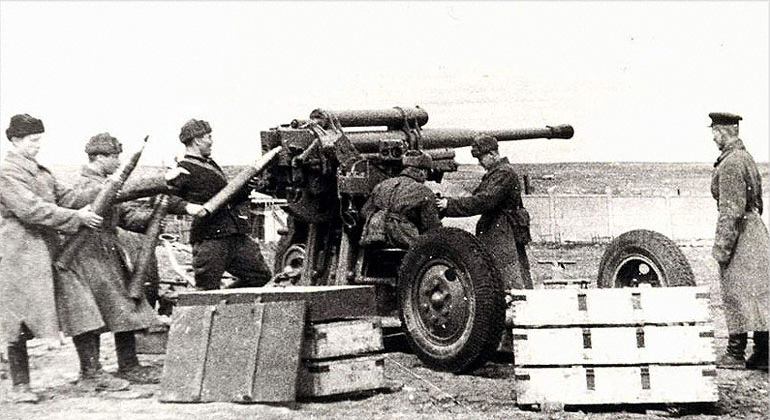
Расчёт 85-мм зенитного орудия 52-К
732-го полка противовоздушной обороны.
Октябрь 1941 года

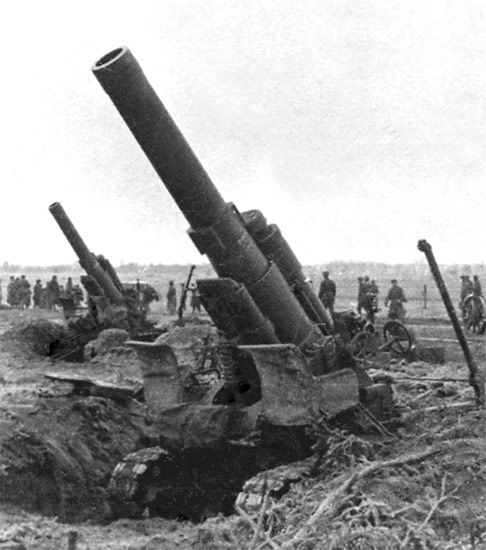
Батарея 203-мм гаубиц Б-4 артиллерийского корпуса прорыва артиллерии РВГК.
3-й Белорусский фронт. Лето 1944 года

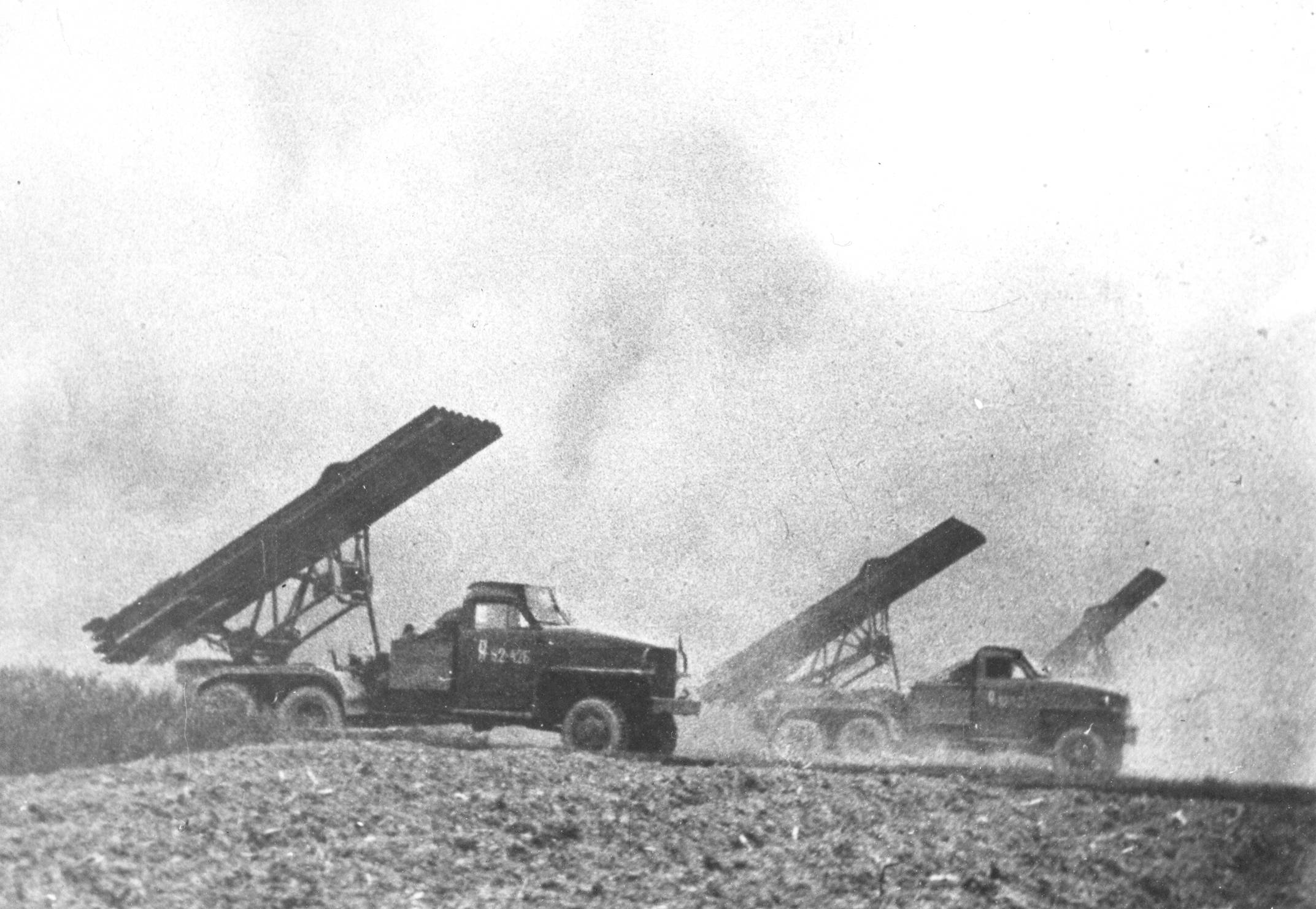
Залп из БМ-13 Артиллерии РВГК.
Белградская операция.
Югославия. Октябрь 1944 года

Летом 1941 года произошло разукрупнение формирований артиллерии РГК. Полки стали состоять из 2—3 дивизионов в каждом из которых было 2 батареи по 2 орудия. Уменьшение числа орудий было сделано из намерения сделать полки более лёгкими в управлении и повышении оперативного маневрирования в условиях повсеместного отступления войск, с целью локализации обозначившегося прорыва войск противника и нанесения контрударов. При этом общее число орудий, минометов и боевых машин.
Аналогичные реформы были проведены с противотанковыми соединениями состоявшими из 4 уровней (бригада → полк → дивизион → батарея), в котором было ликвидировано сразу два звена (бригада и дивизион). Были созданы менее громоздкие и легко управляемые противотанковые полки состоящие из 4—5 батарей.
Закончившиеся накануне войны испытания первых образцов пусковых установок реактивных снарядов, положили начало созданию частей реактивной артиллерии. Следует учесть что термин «реактивная артиллерия» обозначающая пусковые установки (РСЗО) неуправляемых реактивных снарядов со множеством направляющих (на несколько снарядов), был принят только в русской военной терминологии. В зарубежных источниках описывающих реактивную артиллерию СССР используется термин «ракетная артиллерия» (англ. rocket artillery). В Красной армии на период войны всем формированиям реактивной артиллерии было дано название «гвардейских миномётных». Первой частью гвардейских миномётов стала созданная в июне 1941 года 1-я отдельная батарея насчитывавшая 7 единиц БМ-13 и 1 122-мм гаубицу для пристрелки. Первоначально все формирования реактивной артиллерии подчинялись непосредственно Ставке Верховного Главнокомандования. К 1 декабря 1941 года было создано 7 полков и 52 отдельных дивизиона. К 1 декабря 1943 года было создано 7 дивизий, 13 бригад, 108 полков и 6 отдельных дивизионов. В апреле 1943 года вся реактивная артиллерия была передана в подчинение Начальника Артиллерии РККА.
К зиме с 1941 на 1942 год Артиллерия резерва главнокомандования была переименована в Артиллерию верховного главнокомандования (артиллерия РВГК). Основные организационно-штатные реформы в артиллерии РККА с 1942 года и до конца войны проходили главным образом в артиллерии РВГК. Связаны они были с упорядочением организации и уменьшения разнотипности частей а также сокращения численности их личного состава. Так с декабря 1941 года до февраля 1942 года было создано свыше 200 миномётных, пушечных, гаубичных и противотанковых полков.
К лету—осени 1942 года в артиллерии РВГК были созданы:
- армейские полки ПВО (37-мм пушки и пулемёты);
- истребительно-противотанковые полки из 5 батарей.

Поскольку большое количество отдельных частей усложняло управление ими при нанесении массированного артиллерийского огня по противнику, было принято решение о создании артиллерийских дивизий.
Осенью 1942 года было создано 11 артиллерийских дивизий, каждая из которых состояла из 8 полков и располагала 168 орудиями калибра 76-мм и 122-мм, а также разведывательным дивизионом. В начале 1943 года в этих дивизиях было введено бригадное звено и добавлена численность вооружения. Каждая бригада объединяла два полка. Дивизия состоящая из 4 бригад располагала 248 орудиями и миномётами калибра от 76-мм до 152-мм, разведывательный дивизион и авиационную эскадрилью.
19 ноября 1942 года артиллерией РВГК был проведён самый масштабный с начала войны массированный артиллерийский огонь, который сделал возможным прорыв оборонительной линии противника и окружение крупной группировки войск противника в Сталинграде. Одновременно был открыт огонь из более чем 15 000 орудий и миномётов, которые были рассредоточены по фронту шириной в 600 километров. 21 октября 1944 года вышел Указ Президиума ВС СССР об установлении ежегодного праздника День Артиллерии Красной Армии, который следовало отмечать в день начала операции «Уран» — 19 ноября.
По итогам Сталинградской битвы, весной 1943 года было принято решение о создании артиллерийских корпусов прорыва (АКП) и артиллерийских дивизий прорыва (АДП).
Артиллерийская дивизия прорыва состояла из 6 бригад и насчитывала 456 орудий и миномётов калибрами от 76-мм до 203-мм.
Артиллерийский корпус прорыва состоял из 3 дивизий и разведывательного дивизиона. Одним из соединений была дивизия реактивной артиллерии, располагавшая рамами для запуска снарядов М-31 с грунта. Всего в корпусе насчитывалось 712 орудий и миномётов калибрами от 76-мм до 203-мм, а также 864 рамы для снарядов М-31. Суммарный залп дивизии реактивной артиллерии (официальное название — «гвардейская миномётная дивизия») составлял 4 000 снарядов, которые весили 320 тонн.
В ноябре 1942 года началось создание зенитных артиллерийских дивизий. Поскольку в начале войны самые дальнобойные и мощные 85-мм орудия были переданы из зенитных частей в создаваемые противотанковые части, вооружение полков в этих дивизиях состояло из малокалиберной зенитной артиллерии (48 37-мм орудий). В 1943 году восстановленные возможности военной промышленности позволили обеспечить поступление в войска 85-мм зенитных орудий. В 1943 году зенитная дивизия РВГК состояла из 4 полков и имела 64 37-мм и 85-мм орудий и тыловые органы.
В декабре 1942 года началось создание смешанных самоходно-артиллерийских полков PBГК (21 СУ-76 и СУ-122). В 1943 году самоходные полки стали создаваться однородного по вооружению состава. С поступлением в войска СУ-85 и СУ-152 более рациональной была принята полковая организация при которой 4 батареи образовывали полк. В зависимости от калибра орудия в батареях было от 3 до 5 установок, а в полку числилось от 12 до 21 САУ.
С 1943 года началось укрупнение организационно-штатной структуры артиллерии РВГК: наряду с полками начали создаваться истребительно-противотанковые артиллерийские бригады (иптабр РВГК) состоящие из 3 полков. Каждая бригада имела на вооружении 60 орудий калибра 76-мм и 45-мм (вскоре были заменены на 57-мм орудия). По этой причине было прекращено создание так называемых «истребительных бригад» общевойскового типа (войсковой артиллерии).
На начальном этапе войны (в 1941 году) в распоряжении командующих армиями не было штатной артиллерии (артиллерии армейского звена). С 1942 года в структуре артиллерии РВГК начали создаваться так называемые «армейские полки» различного типа (пушечные, миномётные, противотанковые) и разведывательные дивизионы. Ввиду двойного подчинения централизованное управление данными полками было усложнено. В связи с этим весной 1943 года Ставка верховного главнокомандования документально утвердила «временное организационное закрепление» за армиями многих фронтов минимального комплекта из 4 полков артиллерии РВГК: пушечный артиллерийский полк, истребительный противотанковый артиллерийский полк, миномётный полк и зенитный артиллерийский полк.

#### Подготовка кадров
В связи с продвижением противника вглубь территории СССР, в 1941 году все военные училища находившиеся на пути продвижения немецких войск были передислоцированы в восточную часть СССР за Урал. Также в связи ожидавшейся угрозы захвата города, были выведены все артиллерийские училища из Ленинграда.
Всего в годы войны существовало 39 артиллерийских училищ готовивших офицеров-артиллеристов с присвоением звания лейтенант. В это число вошли училища готовившие кадры для зенитной артиллерии как для войск ПВО Красной армии, так и для войск ПВО страны. Часть училищ была расформирована в начальный период войны.
В связи критическим положением дел на фронтах, личный состав некоторых артиллерийских училищ (курсанты и преподавательский состав) был частично обращён на создание так называемых «курсантских» формирований (стрелковые полки, артиллерийские полки, миномётные полки, противотанковые полки и дивизионы, отдельные батареи). К этому процессу были привлечены 15 артиллерийских училищ.
Повышение квалификации старшего офицерского штаба велось в Артиллерийской академии имени Дзержинского.
Кроме училищ готовивших лейтенантов, в запасных артиллерийских бригадах были открыты артиллерийские курсы (по 300 человек), которые из числа сержантов и солдат получивших боевой опыт, готовили по короткой программе офицеров-артиллеристов с присвоением звания младший лейтенант. Также подобные артиллерийские курсы по 50 человек были созданы при каждом фронте. При Артиллерийской академии были созданы курсы на которых одновременно обучалось 500 младших техников, а при каждой окружной артиллерийской базе — по 50 таких техников.
Пик численности обучаемых пришёлся на 1942 год, после чего к окончанию войны происходил постепенный спад.
| Тип учебного заведения                                       | 1941  | 1942    | 1943  | 1944  | 1945 | Итого за войну |
| ------------------------------------------------------------ | ----- | ------- | ----- | ----- | ---- | -------------- |
| выпущено артиллерийскими училищами и артиллерийскими курсами | 21639 | > 58000 | 38244 | 17500 | 9291 | > 144 000      |
| выпущено Артиллерийской академией                            | 3167  | 4321    | 1236  | 200   | —    | 8924           |

#### Количественный состав созданных формирований
За весь период Великой Отечественной войны в артиллерии РККА (войсковой и РВГК) было создано:
- артиллерийские корпуса прорыва — 11;
- артиллерийские дивизии (всех типов) — 41;
- миномётных дивизий — 6;
- зенитно-артиллерийских дивизий — 62;
- артиллерийских бригад всех типов (пушечных, гаубичных, корпусных, легких) — 267;
- бригад гвардейских миномётов — 40;
- миномётных бригад — 67;
- противотанковых бригад — 77.

К окончанию боевых действий плотность артиллерии на участках прорыва армий составляла 350—400 и более орудий, миномётов и боевых машин реактивной артиллерии на 1 километр фронта.

### Советско-японская война
В советско-японской войне продолжавшейся в период с 9 августа — 3 сентября 1945 года участвовала войсковая артиллерия трёх фронтов: 1-го Дальневосточного, 2-го Дальневосточного и Забайкальского фронтов. Кроме этого войсковой артиллерии были приданы соединения артиллерии РВГК.
Начиная с мая по начало августа 1945 года происходила переброска войск с советско-германского фронта на Дальний Восток. Если до лета 1945 года основным формированием артиллерии РККА на Дальнем Востоке был артиллерийский полк, то после переброски войск там появились соединения: артиллерийские корпуса, дивизии и бригады. В результате переброски войск была создана мощная группировка советских и монгольских войск и ВМФ СССР, которая располагала около 30000 орудий и миномётов. Из этого количества 24000 единиц находилось на вооружении трёх фронтов.
Противник располагал свыше 6600 орудиями и миномётами, более 1200 танками и 1900 боевыми самолётами. На границе с СССР японская сторона построила 17 мощных укрепленных районов, прикрывавших главные направления на фронте около 800 километров. Данные укреплённые районы состояли из свыше 4500 долговременных оборонительных сооружений. В некоторых из них располагались батареи орудий 150-мм, 280-мм и 410-мм казематного расположения. Для их уничтожения были использованы гаубичные бригады большой мощности и гаубичные дивизионы особой мощности располагавшие орудиями калибров 203-мм и 280-мм.
Для полного разгрома японских войск, расход боеприпасов артиллерией РККА оказался меньше запланированного. Всего было израсходовано около 500 000 снарядов и мин, что составило только 2% от накопленного к началу боевых действий.

### Послевоенный период

#### Состав артиллерии на май 1945 года
Количественный состав Артиллерии Красной армии по окончании Великой Отечественной войны:
- 10 управлений артиллерийских корпусов прорыва;
- 37 артиллерийских дивизий - прорыва и пушечных;
- 7 гвардейских миномётных дивизий;
- 66 зенитно-артиллерийских дивизий.
- 454 артиллерийские и миномётные бригады различных типов:

- 32 пушечные артиллерийские (включая тяжёлые);
- 307 гаубичные артиллерийские;
- 70 тяжёлых гаубичных и гаубичных большой мощности;
- 41 лёгкие артиллерийские
- 66 истребительно-противотанковые артиллерийские;
- 64 армейские пушечные;
- 14 корпусные;
- 9 дивизионные;
- 42 миномётные;
- 19 тяжёлые миномётные
- 40 гвардейские миномётные.

- более 2000 артиллерийских и миномётных полков всех типов — как отдельных, так и в составе дивизий и бригад (гаубичные, пушечные, легкие, зенитные, истребительно-противотанковые, реактивных миномётов);
- свыше 300 отдельных дивизионов (зенитных и пушечных артиллерийских, миномётных, противотанковых, разведывательных).

#### Переименование рода войск в 1946 году
25 февраля 1946 года  решением генерального секретаря ЦК КПСС произошло упразднение Народного комиссариата обороны СССР и переименование Рабоче-крестьянской красной армии в Советскую армию. Этим же решением в составе Советской армии были образованы Сухопутные войска и Главнокомандование сухопутных войск.
Соответственно род войск получил новое название — Артиллерия Советской армии.

#### Реформирование штатных структур в 1940-е и в 1950-е годы
С лета 1945 года на основе танковых и механизированных корпусов начали создаваться танковые и механизированные дивизии, в связи с чем корпусная артиллерия в составе прежних соединений была преобразована в дивизионную артиллерию. В состав танковых и механизированных дивизий были включены отдельные гвардейские миномётные дивизионы (реактивные).
До середины 1950-х годов были расформированы лёгкие артиллерийские и миномётные части.
В конце 1950-х годов появились ракетные части, которые имели на вооружении тактические ракетные комплексы.
В структуре артиллерии Советской армии в послевоенный период высшим оперативно-тактическим соединением некоторое время оставались корпуса. С осени 1945 года штат корпусов уменьшился с 3—4 дивизий до 2 дивизий, одна из которых была пушечной. В 1946 году началось планомерное расформирование управлений корпусов закончившееся в 1953 году упразднением последних двух 3-го и 4-го корпусов. С этого момента высшим оперативно-тактическим соединением артиллерии до 1990 года стала артиллерийская дивизия.
Состав типовой артиллерийской дивизии с 1946 года и до начала 1960-х годов включал в себя артиллерийские бригады. В пушечной артиллерийской дивизии было 4 бригады, а в артиллерийской дивизии (которые в годы войны именовались дивизиями прорыва) было 6 бригад. Начиная с 1960-х годов когда количество дивизий сократилось, их состав перестал быть одинаковым и в дивизии могли включаться как бригады так и полки разных типов и разного количества.
В отличие от артиллерийских дивизий, количество артиллерийских бригад в послевоенный период значительно выросло. Это произошло за счёт создания в стрелковых корпусах и стрелковых дивизиях корпусных и дивизионных бригад. Все сохранившиеся после послевоенного сокращения вооружённых сил стрелковые корпуса получили в подчинение корпусную бригаду в состав которой входили:
- пушечный артиллерийский полк;
- гаубичный артиллерийский полк;
- гвардейский миномётно-артиллерийский (реактивный) полк
- отдельный разведывательный артиллерийский дивизион.

Пушечный и гаубичный полки были созданы в том числе путём преобразования противотанковых или миномётных полков.
Также в состав стрелковых корпусов был добавлен отдельный зенитный артиллерийский дивизион, который позже был развёрнут до полка.
Все стрелковые дивизии и танковые дивизии получили в состав миномётный и гаубичный артиллерийские полки. При этом сохранившиеся со времён войны артиллерийские полки в дивизиях переименовывались как правило, в пушечный, и в редких случаях в гаубичный.
В апреле 1955 года были расформированы последние кавалерийские дивизии, вместе с которыми была упразднена конная артиллерия.
Дополнительно в дивизиях создали два отдельных артиллерийских дивизиона — зенитный и самоходный. Третьим отдельным дивизионом был противотанковый артиллерийский дивизион, которые в дивизиях либо сохранились со времён войны либо создавались вновь. Данный процесс начался летом 1945 и закончился в том же году осенью.
В мотострелковых и танковых дивизиях со второй половины 1950-х годов начали создаваться отдельные ракетные дивизионы тактических ракет.
К середине 1950-х годов были расформированы многие артиллерийские соединения и части, в число которых вошли все управления артиллерийских корпусов, значительное количество дивизий и бригад. Также снизилось количество полков, что стало возможным за счёт их укрупнения. От общего количества артиллерийских частей существовавших на май 1945 года осталось около 60 %. Большую часть отдельных бригад и отдельных полков свели или преобразовали в дивизии.
К концу 1950-х годов артиллерия Советской армии сохранила деление на артиллерию РВГК и войсковую артиллерию.

#### Реформы и штаты в артиллерии воздушно-десантных войск (1956—1964)

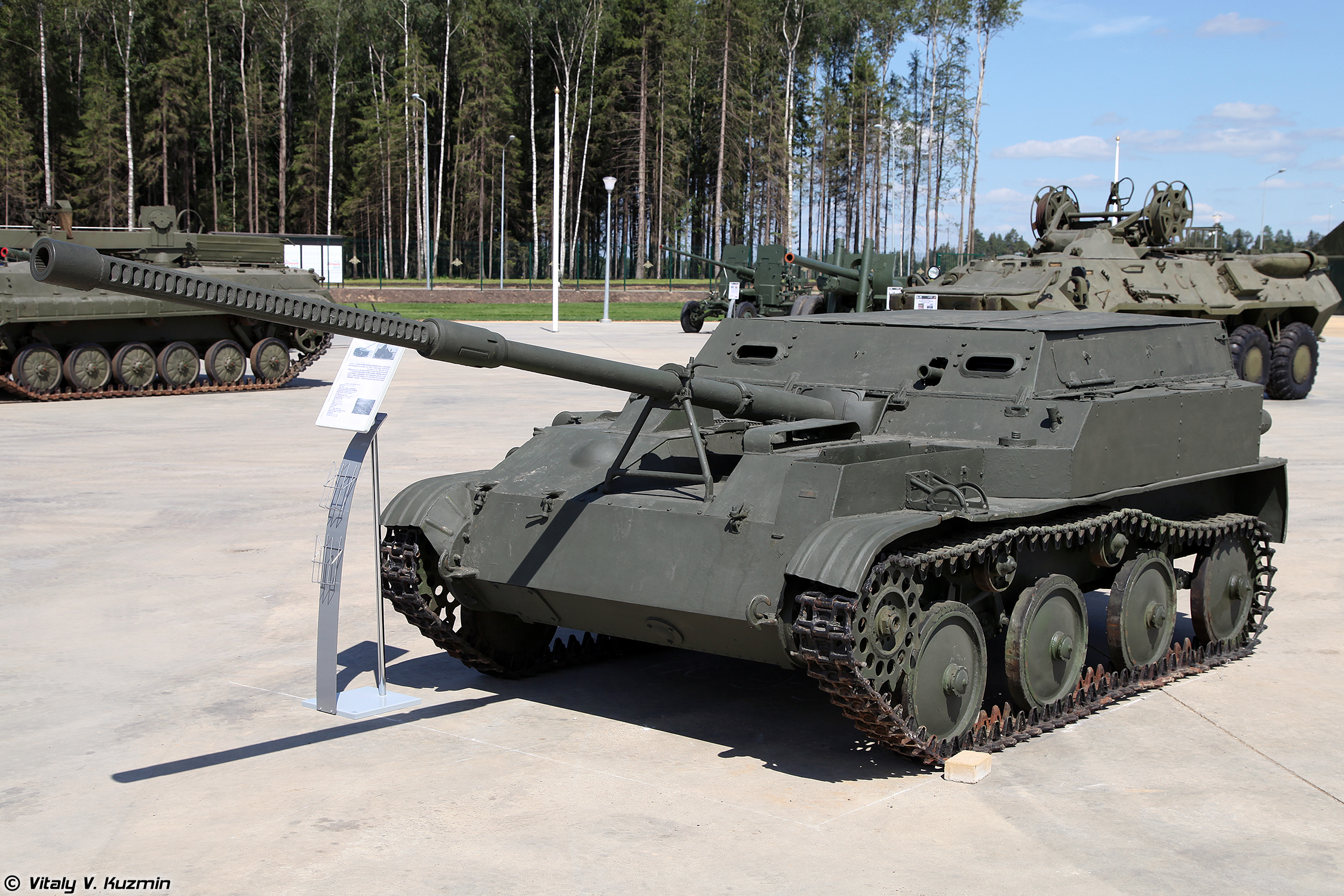
АСУ-57 — 57-мм самоходная артиллерийская установка
Первый в мире серийный образец авиадесантной техники для воздушно-десантных войск

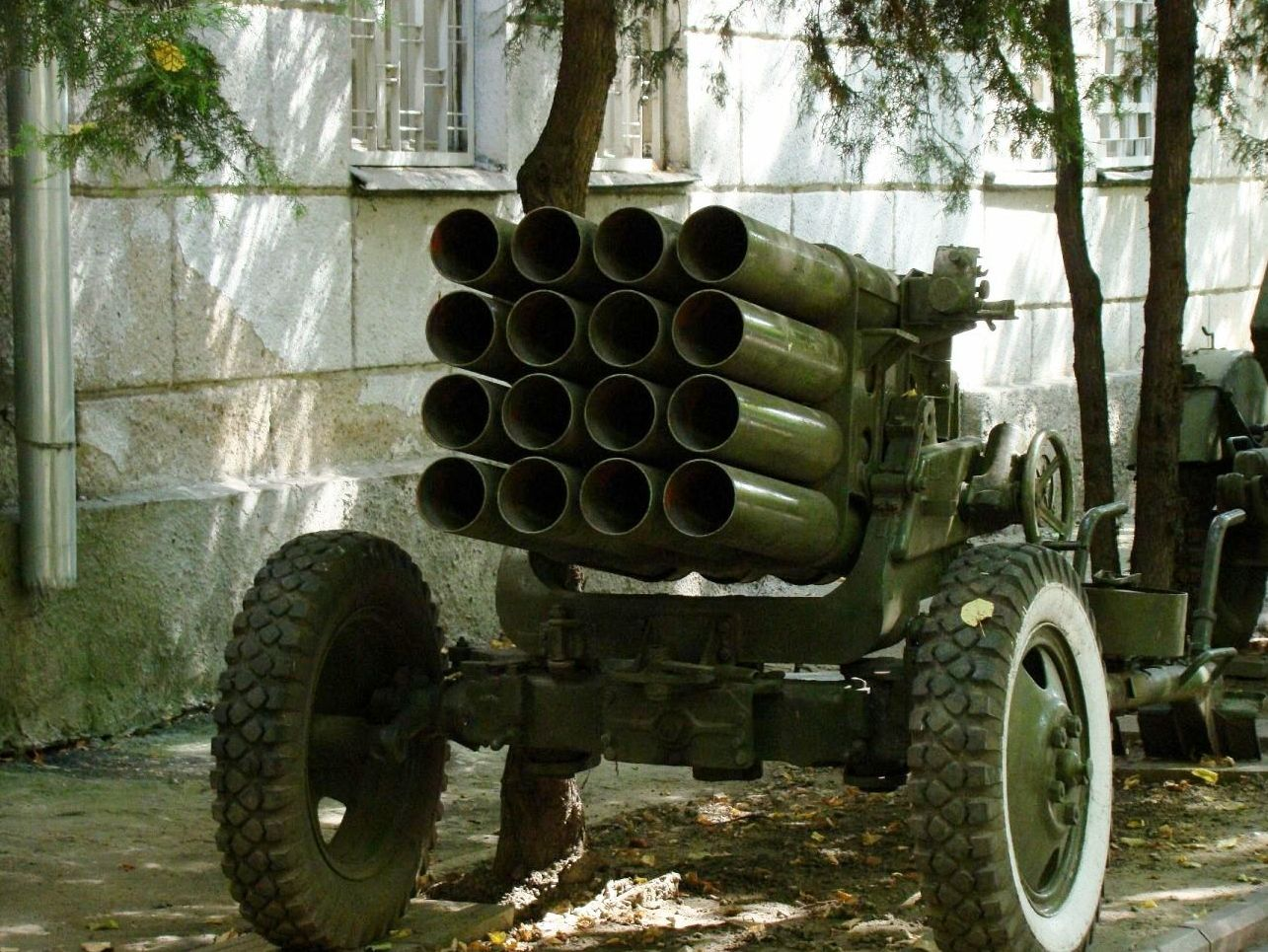
РПУ-14 — образец 140-мм РСЗО для ВДВ СССР в 1950-1960 годы

В период с 4 апреля 1956 года до 7 марта 1964 года воздушно-десантные войска находились в составе Сухопутных войск.
В указанный период наибольшим типом соединения была воздушно-десантная дивизия. Соответственно артиллерия в ВДВ была представлена 3 уровнями: батальонная, полковая и дивизионная. На момент передачи в сухопутные войска, на апрель 1956 года в ВДВ существовало 10 дивизий. К июню того же года их осталось 9, а в 1959 году ВДВ сократили до 7 дивизий.
Дивизионная артиллерия была представлена артиллерийскими полками и отдельными противотанковыми дивизионами. В период с 1959 по 1960 годы была проведена реформа артиллерии в ВДВ. К июню 1960 года артиллерийские полки были переформированы в отдельные артиллерийские дивизионы, а отдельные противотанковые дивизионы в отдельные батареи противотанковых установок. В апреле 1962 года отдельные артиллерийские дивизионы были обратно развёрнуты в полки, а отдельные батареи противотанковых установок в отдельные реактивные артиллерийские дивизионы.
В полковой артиллерии имевшийся истребительно-противотанковый дивизион был расформирован, а взамен была создана батарея противотанковых ракетных комплексов из 8 ПТРК «Малютка». Также в полках существовал миномётный дивизион из 3 батарей: 1 батарея из 6 120-мм миномётов, 2 батареи 82-мм миномётов (по 6 в каждой). В последующем миномётный дивизион был сокращён до миномётной батареи из 6 120-мм миномётов.
Батальонная артиллерия до реформы 1959—1960 годов была представлена миномётной батареей из 6 82-мм миномётов. В ходе реформы было решено сделать упор на безоткатные орудия в связи с чем количество миномётов в батальонах сократилось.
К моменту выделения ВДВ из сухопутных войск в отдельный род войск в марте 1964 года структура артиллерии воздушно-десантных войск была следующей:
- дивизионная артиллерия[31][32]:

- артиллерийский полк

- противотанковый пушечный артиллерийский дивизион — 3 батареи по 6 85-мм пушек Д-48 в каждой;
- пушечный артиллерийский дивизион — 3 батареи по 6 76-мм пушек ЗиС-3 в каждой;
- самоходный пушечный артиллерийский дивизион — 3 батареи по 6 85-мм самодвижущихся пушек СД-44 в каждой;

- отдельный самоходно-артиллерийский дивизион — 3 батареи по 10 85-мм САУ СУ-85 в каждой;
- отдельный реактивный артиллерийский дивизион —  2 батареи по 3 140-мм РСЗО РПУ-14 в каждой.

- полковая артиллерия:

- самоходная пушечная артиллерийский батарея — 10 57-мм самоходных установок АСУ-57;
- батарея противотанковых ракетных комплексов — 8 ПТРК 9К11 «Малютка»;
- миномётная батарея — 6 120-мм минометов ПМ-38.

- батальонная артиллерия:

- противотанковая батарея — 6 73-мм станковых гранатомётов СПГ-9 или 82-мм безоткатных орудий Б-10;
- миномётный взвод — 3 82-мм миномёта БМ-37.

Подготовка младших специалистов артиллерии ВДВ, как младших специалистов и для других специальностей, до 1960 года осуществлялась в так называемых полковых школах. С целью более централизованной и качественной подготовки, в 1960 году все полковые школы были упразднены и взамен была создана 44-я учебная воздушно-десантная дивизия имевшая в своём составе 1120-й учебный артиллерийский полк, задачей которого стало обучение младших специалистов для артиллерийских подразделений всех ВДВ СССР.
Начиная с 1958 года стали разрабатываться и внедряться в войска первые образцы подвижных цифровых ЭВМ, сначала для ракетных дивизионов, а затем и для реактивной и ствольной артиллерии — началась эпоха автоматизации управления войсками.

#### Выделение из артиллерии Советской армии новых видов и родов войск
В послевоенный период было пересмотрено отношение к противовоздушной обороне страны. Решением Политбюро ЦК КПСС и Совета министров СССР от 31 июля 1948 года Войска ПВО страны были выделены из Артиллерии Советской армии в новый самостоятельный вид вооружённых сил — Войска ПВО страны.
В послевоенный период в СССР начались интенсивные разработки по созданию ракетного оружия, на основе трофейных германских образцов.
С августа 1946 года начали создаваться инженерные бригады особого назначения резерва Верховного главнокомандования, которые имели на вооружении баллистические ракеты. До середины 1950-х годов это были ракеты с дальностью не более 600 километров и были оснащены боевой частью с обычным взрывчатым веществом. Эти бригады входили в состав артиллерии РВГК и подчинялись командующему артиллерией Советской армии. Руководство ими осуществлял специальный отдел штаба артиллерии Советской армии. В марте 1955 года была введена должность заместителя Министра обороны СССР по специальному вооружению и реактивной технике, при котором был создан штаб реактивных частей. Боевое применение инженерных бригад определялось распоряжением Верховного главнокомандования, решением которого предусматривалось придание этих соединений фронтам. Руководство инженерными бригадами командующий фронтом осуществлял через командующего артиллерией Советской армии.
К концу 1950-х годов на вооружение инженерных бригад РВГК были приняты ракеты средней дальности и межконтинентальные баллистические ракеты, имевшие боевую часть с ядерными боеприпасами. В 1958 году инженерные бригады РВГК, вооружённые оперативно-тактическими ракетами Р-11 и Р-11М, были переданы в состав артиллерии Советской армии.
17 декабря 1959 года постановлением Совета министров СССР из артиллерии РВГК был выделен новый вид вооружённых сил — Ракетные войска стратегического назначения, о чём было объявлено на сессии Верховного совета СССР в январе 1960 года.
Кроме создания баллистических ракет, послевоенное ракетостроение в СССР преследовало цели перевооружения войсковой ПВО и Войск ПВО страны, в которых ствольная зенитная артиллерия, достигшая пределов развития и совершенствования, перестала отвечать требованиям в эпоху реактивной авиации. Требовалось создание ракет способных уничтожать высокоскоростные воздушные цели на больших высотах, которые находилось за пределами досягаемости зенитной артиллерии.
Поступление на вооружение в 1955 году первых образцов зенитно-ракетных комплексов С-75 в Войска ПВО страны, а позже его модификации СА-75 для сухопутных войск, определило создание нового рода войск.
16 августа 1958 года вышел приказ Министра обороны СССР «О реорганизации системы войсковой противовоздушной обороны», в котором было объявлено о создании нового рода войск под названием Войска ПВО сухопутных войск. В данный род войск свели зенитно-ракетные, зенитно-артиллерийские и радиотехнические части. Новый род войск был образован выделением частей из состава артиллерии Советской армии и частично из Войск ПВО страны

#### Переименование рода войск в 1961 году

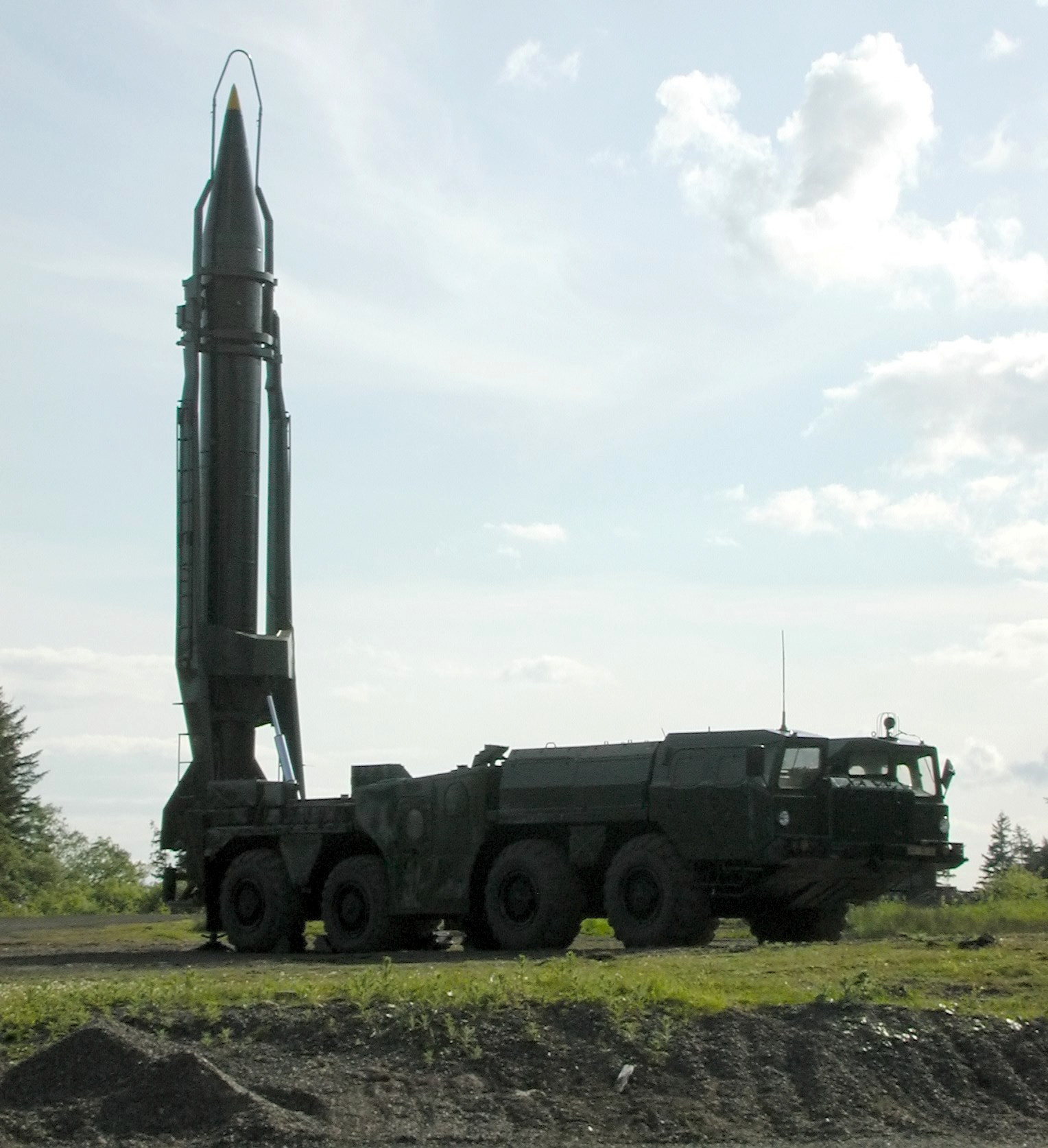
9К72 «Эльбрус» — оперативно-тактический ракетный комплекс.
Принят на вооружение артиллерии РВГК с 1962 года

Развитие ракетной техники также не оставило в стороне и непосредственно саму артиллерию Советской армии. Существовавшие с 1946 года инженерные бригады особого назначения, которые имели на вооружении Р-1 и Р-2, находились в подчинении артиллерии РВГК и были малочисленны. Данные образцы вооружения отличались несовершенностью. С дальнейшим развитием ракетной техники и получением более совершенных ракет Р-11 и Р-11М, и после передачи в 1958 году инженерных бригад РВГК вооружённых ими в состав артиллерии Советской армии, насыщенность рода войск ракетным вооружением увеличилась.
В период 1955—1958 годов были созданы и приняты на вооружение самоходные тактические ракетные комплексы (ТРК) с различными типами ракет и пусковых установок:
- ТРК «Марс» — на базе танка ПТ-76, с ракетой дальностью стрельбы на 7—18 километров с обычным боезарядом;
- ТРК «Филин» — на базе танка ИС-1, с ракетой дальностью 10—25 километров с обычным или ядерным боезарядом;
- ТРК «Коршун» — на базе автомобиля КрАЗ-214, с 6 ракетами дальностью 20-55 километров с обычным боезарядом.

Повысившаяся мощь ракетно-ядерных средств поражения и большая их досягаемость, закончившаяся в войсках полная моторизация и механизация привели к изменению организации войсковых формирований. Главным шагом в этой области считается введение ракетных частей в состав общевойсковых соединений (отдельные ракетные дивизионы в составе танковых и мотострелковых дивизий), а также созданием ракетных соединений в окружном и армейском звене (ракетные бригады).
Летом 1960 года прошли крупные учения на которых участвовали ракетные формирования сухопутных войск, после чего этим формированиям было дано название Ракетные войска сухопутных войск.
Однако по причине наличия в составе общевойсковых соединений штатных ракетных и артиллерийских формирований, призванных совместно решать задачи ядерного и огневого поражения противника, комплектования ракетных формирований на базе артиллерийских формирований с сохранением их боевых традиций, единой системой подготовки и управления ими, к началу 1961 года было признано целесообразным иметь в сухопутных войсках один качественно новый род войск.
1 января 1961 года род войск Артиллерия Советской армии был переименован и стал называться Ракетные войска и артиллерия сухопутных войск.
Название должности командующего родом войск изменилось с Командующий артиллерией Советской армии на Командующий ракетными войсками и артиллерией сухопутных войск.
Соответственно должности командующие артиллерией округов (групп войск, объединений и соединений) были переименованы и стали называться  начальниками ракетных войск и артиллерии этих  формирований.

#### Реформирование штатных структур с 1960-х по 1980-е годы
С 1957 года все стрелковые дивизии были переформированы в мотострелковые дивизии. Включительно до 1960 года некоторые оставшиеся отдельные горнострелковые полки были развёрнуты в мотострелковые дивизии. Количество полков дивизионной артиллерии снизилось с двух артиллерийских полков в стрелковой дивизии до одного полка в мотострелковой. Кроме артиллерийского полка, дивизионная артиллерия была представлена отдельным противотанковым дивизионом на 100-мм орудиях Т-12 и отдельным реактивным артиллерийским дивизионом, в которых с 1963 года началось планомерное перевооружение со 140-мм РСЗО БМ-14 с 16 направляющими, на более современные 122-мм БМ-21 с 40 направляющими.
В 1960-х годах началось создание новых артиллерийских дивизий. Их состав не был одинаковым и включал в себя как бригады, так и полки или базы хранения. Большинство дивизий имели 5 полков (или бригад): гаубичный полк, тяжёлый гаубичный, пушечный, противотанковый и реактивный полки. Бригады состояли из 4 дивизионов, а полки - из 3 дивизионов по 3 батареи в каждом. В каждой батарее в зависимости от типа орудий или установок было 4 или 6 орудий.
Создание тактических и оперативно-тактических ракетных систем привело к появлению в составе сухопутных войск ракетных бригад армейского и окружного звена и отдельных ракетных дивизионов в дивизионном уровне (в составе мотострелковых и танковых дивизий). В ракетных бригадах обычно было 3 ракетных дивизиона и подвижная ракетно-техническая база (ПРТБ) или ракетно-парковый дивизион (РПДн). В каждом ракетном дивизионе было 2 стартовые батареи в каждой из которых было 2 пусковые установки ОТРК или ТРК.
В 1960-х годах выработалась определённая структура войсковой артиллерии которая осталась неизменной до самого распада СССР.
С 1970-х годов в артиллерии начали создаваться самоходно-артиллерийские части.
В 1990 году в Прикарпатском военном округе был сформирован единственный в Ракетных войсках и артиллерии артиллерийский корпус РВГК, состоявший из трёх артиллерийских дивизий: 81-я артиллерийская дивизия в Виноградове Закарпатской области  26-я артиллерийская дивизия в Тернополе Тернопольской области и 72-я артиллерийская дивизия (кадрированная) в Жмеринке Винницкой области Украинской ССР.

#### Штат и вооружение Ракетных войск и артиллерии перед распадом СССР

##### Ротная артиллерия

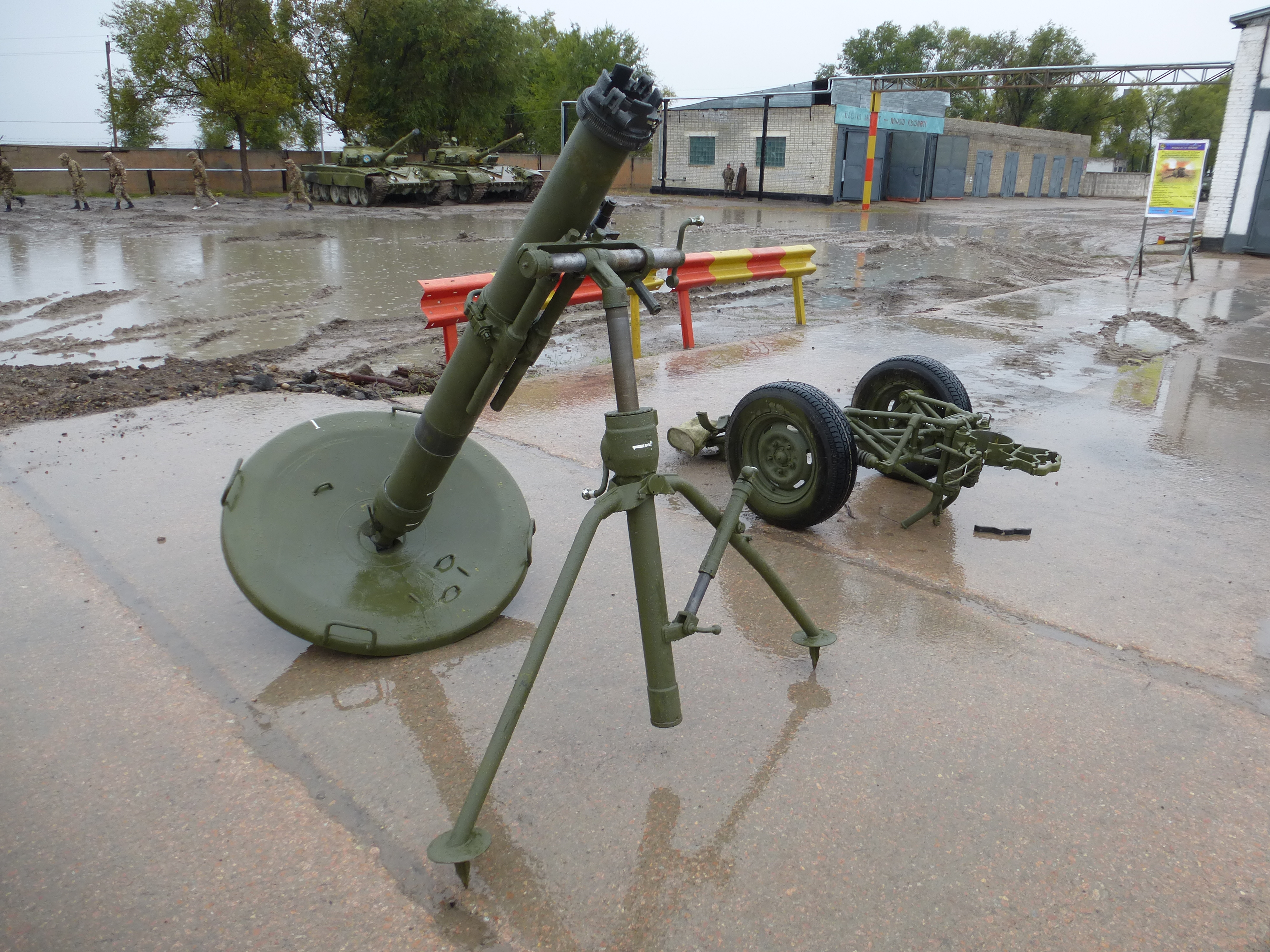
2Б11 — 120-мм миномёт
батальонной артиллерии

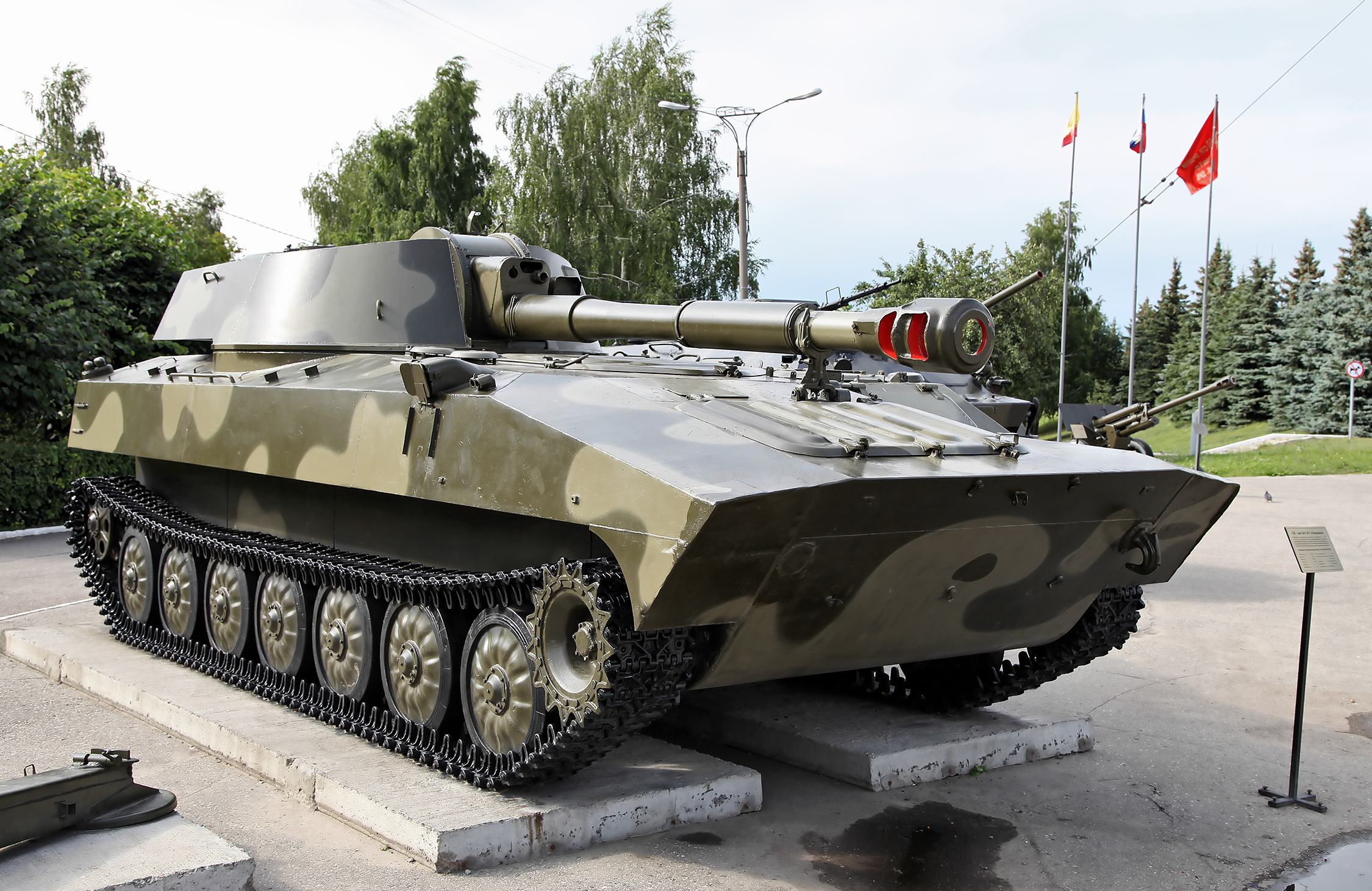
2С1 «Гвоздика» — 122-мм самоходная гаубица полковой артиллерии

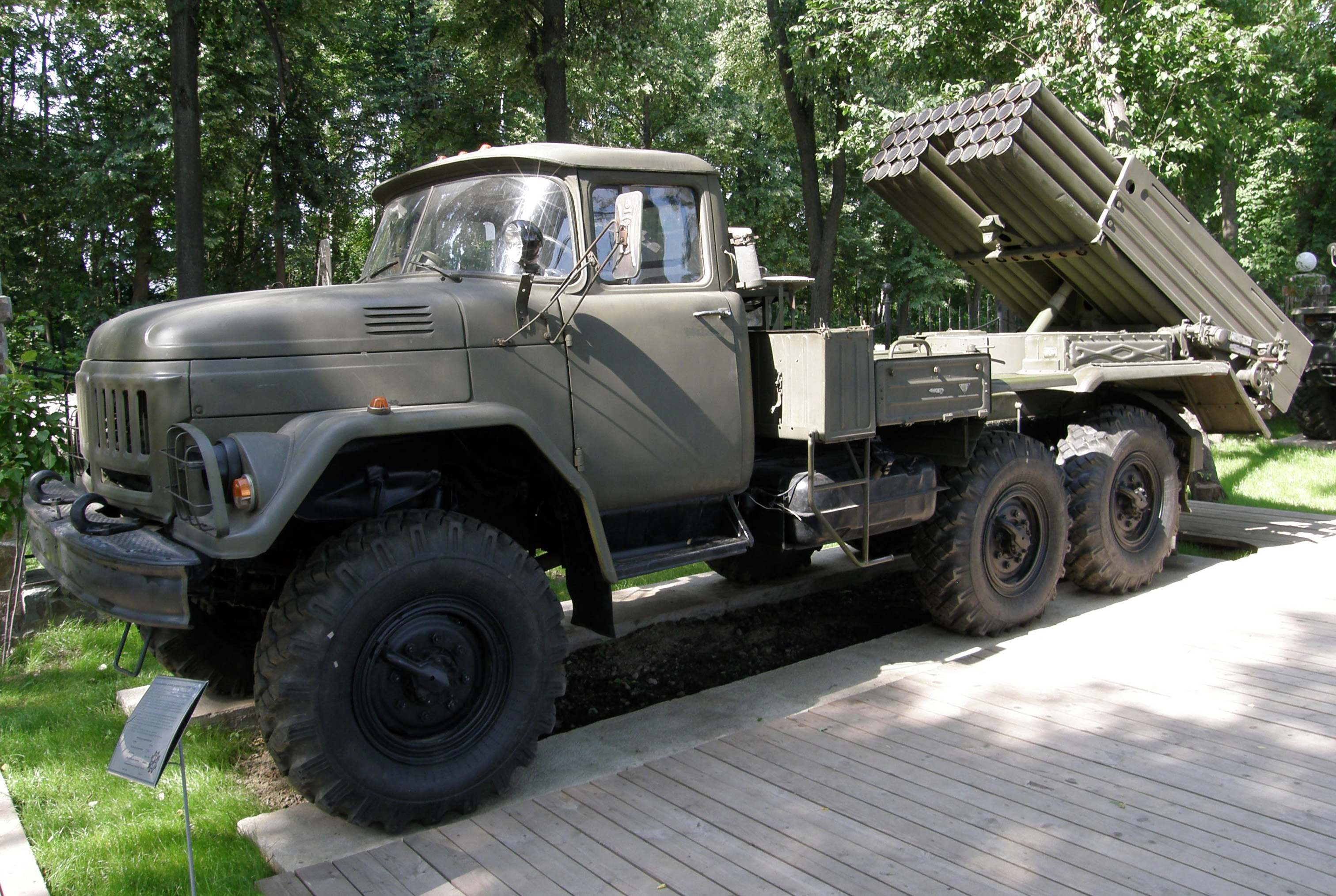
9К55 «Град-1» — 122-мм РСЗО
полковой артиллерии

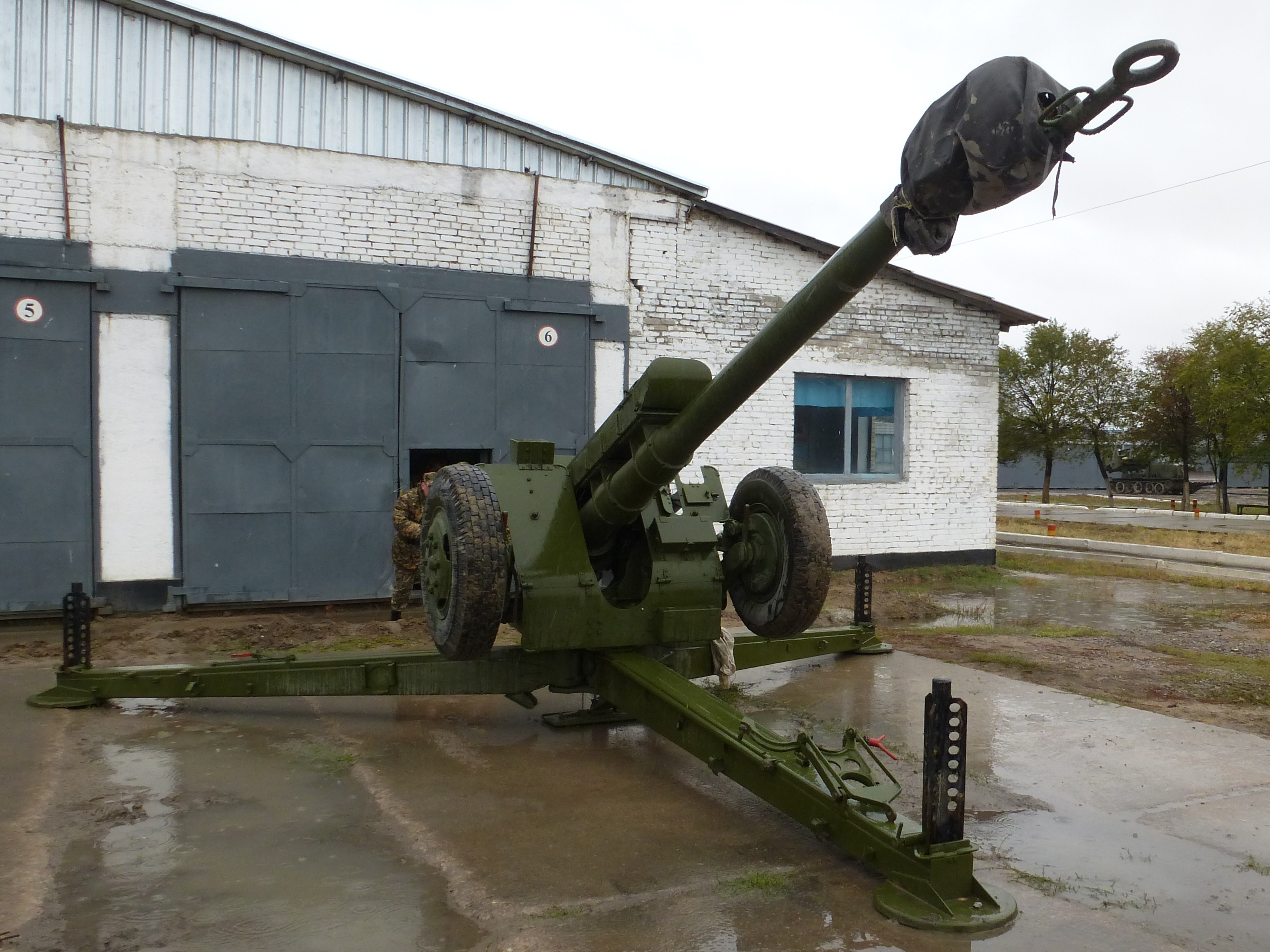
122-мм гаубица Д-30А — орудие полковой и дивизионной артиллерии

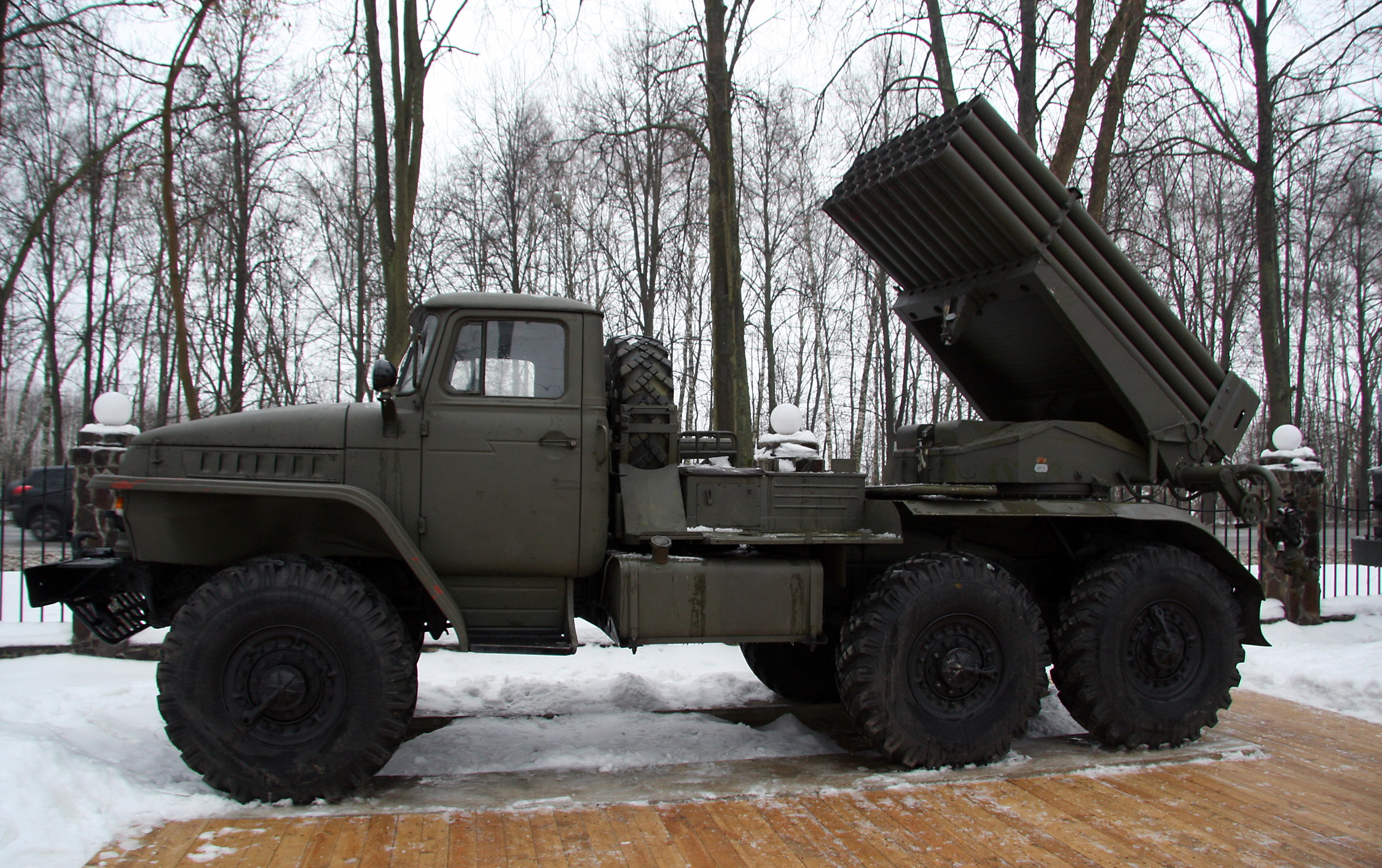
9К51 «Град» — 122-мм РСЗО
дивизионной артиллерии

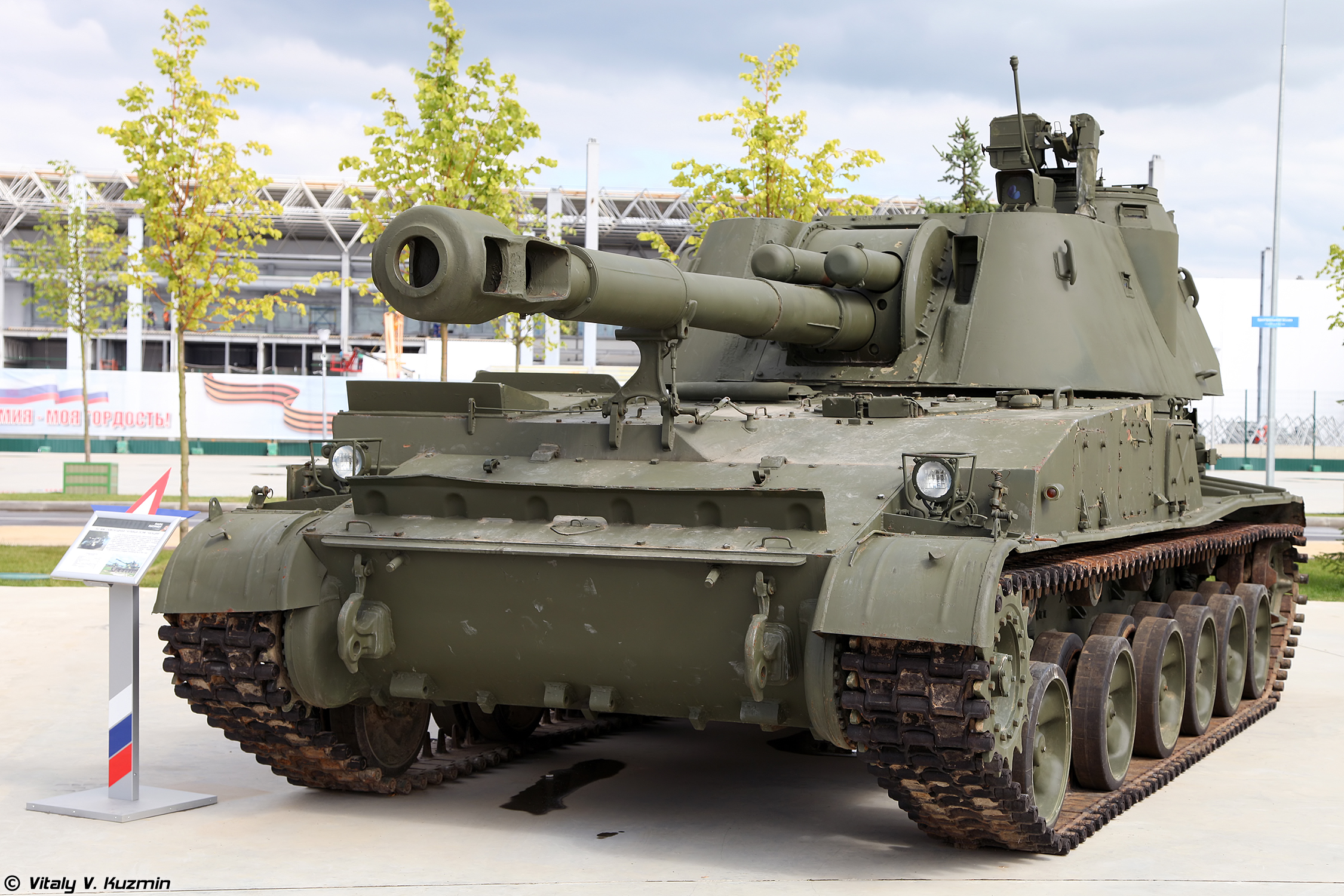
2С3 «Акация» — 152-мм самоходная гаубица дивизионной артиллерии

Ротная артиллерия, которая в годы Великой Отечественной войны существовала в Красной армии до 1943 года и представлялась расчётами 50-мм ротных миномётов в стрелковых ротах, в Советской армии в послевоенный период отсутствовала.
Исключение касалось только некоторых отдельных десантно-штурмовых бригад десантно-штурмовых формирований сухопутных войск, в которых с 1979 года до их передачи в состав воздушно-десантных войск в 1990 году, в каждой десантно-штурмовой роте существовал по внутренней нумерации 5-й миномётный взвод, располагавший 4 единицами 82-мм миномётами БМ-37.

##### Батальонная артиллерия
Батальонная артиллерия в Советской армии была представлена миномётной батареей из 8 82-мм или 120-мм миномётов в составе мотострелкового батальона, и миномётной батареей из 8 120-мм миномётов ПМ-38 в составе десантно-штурмового (парашютно-десантного) батальона десантно-штурмовых формирований. При этом миномётные батареи мотострелковых батальонов могли иметь смешанное вооружение из носимых 82-мм миномётов и буксируемых 82-мм миномётов 2Б9.
В штате танковых батальонов артиллерийские подразделения отсутствовали. В небольшом количестве десантно-штурмовых батальонов на БМД-1 десантно-штурмовых частей, до 1988 года батальонная артиллерия была представлена самоходной батареей из 6 САО 2С9 «Нона».
С начала 1980-х годов на замену ПМ-38 в войска стали поступать миномёты 2Б11.

##### Полковая артиллерия
Полковая артиллерия как в танковых так и в мотострелковых полках была представлена гаубичным артиллерийским дивизионом, состоявшим из 3 батарей по 6 122-мм орудий в каждой. Состав дивизионов по различным соединениям не был одинаковым и зависел от основного вооружения полка и типа дивизии. Артиллерийский дивизион танкового полка танковой дивизии и дивизион мотострелкового полка на БМП — состоял из 3 самоходных батарей на вооружении каждой из которых было 6 122-мм САУ 2С1.
В дивизионе танкового полка мотострелковой дивизии самоходная батарея была только одна, а две батареи были на буксируемых орудиях. В артиллерийском дивизионе мотострелковых полков на БТР совместно в 3 батареях находились 18 буксируемых 122-мм гаубиц Д-30А.
В отдельных десантно-штурмовых бригадах артиллерийский дивизион был по штату аналогичен дивизиону мотострелкового полка. Кроме артиллерийского дивизиона в состав мотострелкового полка входила противотанковая батарея, имевшая на вооружении 9 единиц ПТРК «Фаланга» на шасси БРДМ-2.
В некоторых мотострелковых и танковых полках были реактивные артиллерийские батареи из 6 установок полковой 122-мм РСЗО «Град-1» БМ-21 на шасси ЗиЛ-131, которая отличалась от дивизионной РСЗО «Град» БМ-21 на шасси Урал-4320 меньшим числом направляющих (36 вместо 40).
Для координации действий артиллерийских подразделений в штате полка существовала должность начальника артиллерии полка в ведении которого при штабе полка был взвод начальника управления артиллерии, обеспечивавший связь с подчинёнными подразделениями. В штате артиллерийского полка подобным подразделением была батарея управления и артиллерийской разведки, которая кроме обеспечения связи выполняла задачи артиллерийской разведки.

##### Дивизионная артиллерия
Дивизионная артиллерия была представлена тремя формированиями: артиллерийским полком, отдельным противотанковым артиллерийским дивизионом и отдельным ракетным дивизионом.
Артиллерийский полк мотострелковой дивизии имел 4 артиллерийских дивизиона и части боевого и тылового обеспечения в числе которых была батарея артиллерийской разведки. В артиллерийском полку мотострелковой дивизии один дивизион был на 18 152-мм САУ 2С3, 2 гаубичных дивизиона на буксируемых 122-мм гаубицах Д-30А (по 18 в каждом дивизионе) и один реактивный артиллерийский дивизион на 18 122-мм РСЗО БМ-21.
Артиллерийский полк танковой дивизии состоял из 2 самоходных артиллерийских дивизионов в каждом из которых было 18 САУ 2С3 и реактивный артиллерийский дивизион на 18 БМ-21.
Отдельный противотанковый дивизион мотострелковой/танковой дивизии был представлен 2 противотанковыми артиллерийскими батареями (в каждой 6 100-мм противотанковых пушек МТ-12 и батареей противотанковых ракетных комплексов имевших 9 ПТРК «Фаланга» или ПТРК «Штурм» на базе МТ-ЛБ.
Отдельные ракетные дивизионы мотострелковых и танковых дивизий состояли из двух стартовых батарей в каждой из которых были две пусковые установки ТРК «Луна-М», которые с середины 1970-х годов начали заменяться на ТРК «Точка-У».
Для координации действий артиллерийских подразделений в штабе дивизии существовала должность начальника артиллерии дивизии в прямом подчинении которого при штабе дивизии была батарея управления и артиллерийской разведки, осуществлявшая как связь с артиллерийскими подразделениями и частями дивизии, так и ведение артиллерийской разведки.

##### Реформа ракетных войск в 1988 году
В 1988 году из состава мотострелковых и танковых дивизий были выведены все отдельные ракетные дивизионы с последующим созданием из них дополнительных ракетных бригад армейского и окружного подчинения. Дивизионная артиллерия лишилась тактических ракетных комплексов Точка-У и Луна-М.
Исключение коснулось лишь 8 дивизий (2 в СГВ, 2 в МВО, 2 ЛенВО, 1 в ПрибВО и 1 в СКВО). В результате подобной реформы повысилось общее количество ракетных бригад.
На начало 1988 года в ракетных войсках и артиллерии окружного и группового звена (для зарубежных групп войск) было только 7 ракетных бригад, каждая из которых состояла из 3 дивизионов (по 4 пусковые установки в ГДР и 5 установок для ЧССР) и 5 отдельных дивизионов (в каждом дивизионе 6 пусковых установок) ОТРК 9К76 «Темп-С» с дальностью поражения - до 300-900 км. Данные формирования дислоцировались в ГДР, ЧССР и в 6 военных округах. В их распоряжении было 135 пусковых установок, 220 развёрнутых и 506 неразвёрнутых ракет ОТРК «Темп-С». По условиям договора Договора о ракетах средней и меньшей дальности  между СССР и США заключенным в декабре 1987 года все ОТРК «Темп-С» были в 1988—1989 годах выведены из войск и уничтожены, а большинство бригад были перевооружили на другие комплексы типа 9К79 «Точка-У».
Уже к 1989 году в Сухопутных войсках числилось от 70 до 75 ракетных бригад различных типов, включая кадрированные бригады и учебные бригады, которые находились в составе всех военных округов и всех зарубежных групп войск.
Ракетные бригады после реформы 1988 года были приведены к единому штату и состояли из 3 отдельных ракетных дивизионов (по 2 стартовые батареи в каждом), из отделения стартовиков, топогеодезистов, вычислителей, крановщиков, ремонтной группы и т.д. Бригаде также придавалась рота охраны. Общее количество пусковых установок в бригаде — 12 единиц.

##### Армейская артиллерия и окружная артиллерия

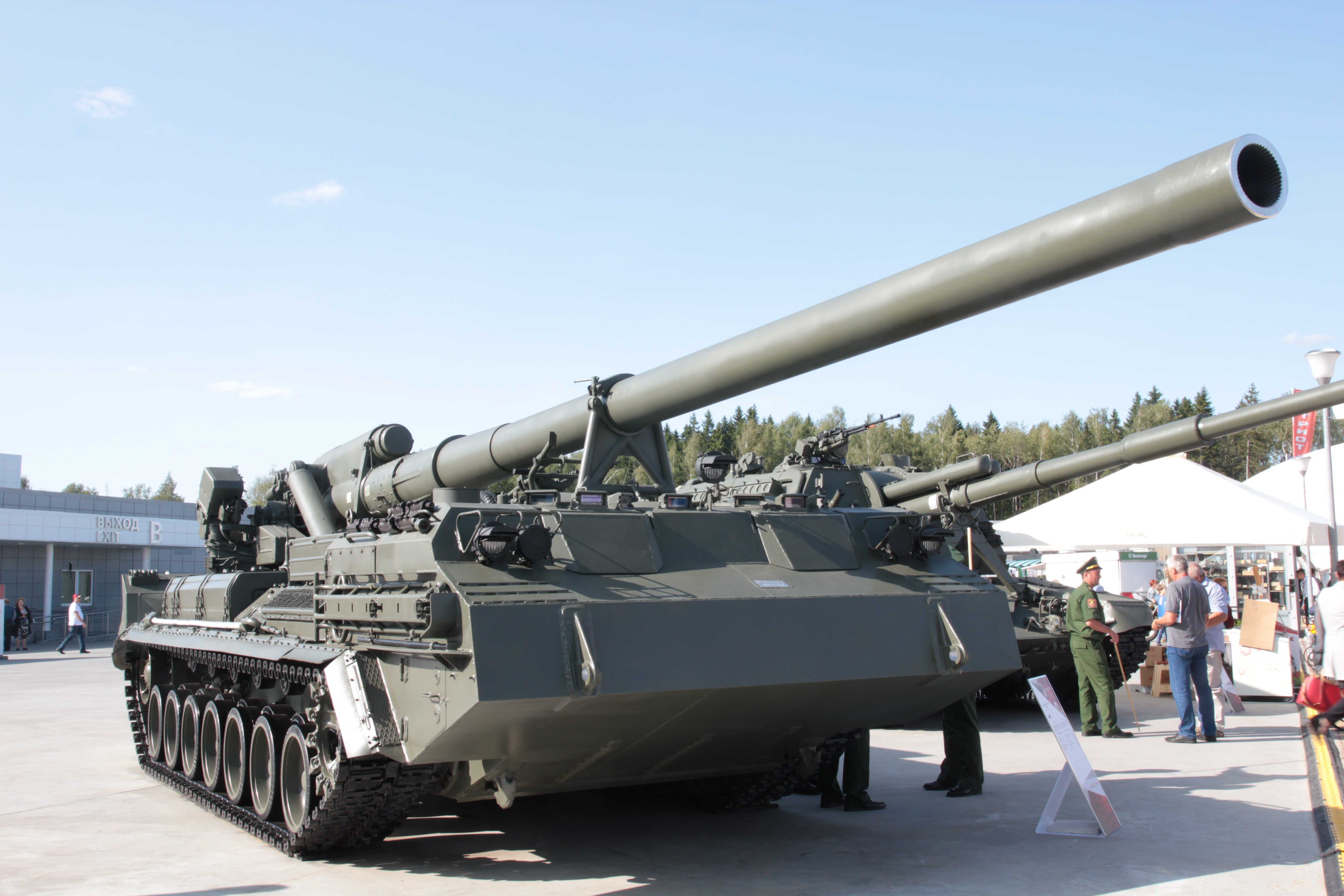
2С7 «Пион» — 203-мм самоходная пушка фронтовой артиллерии (артиллерии РВГК)

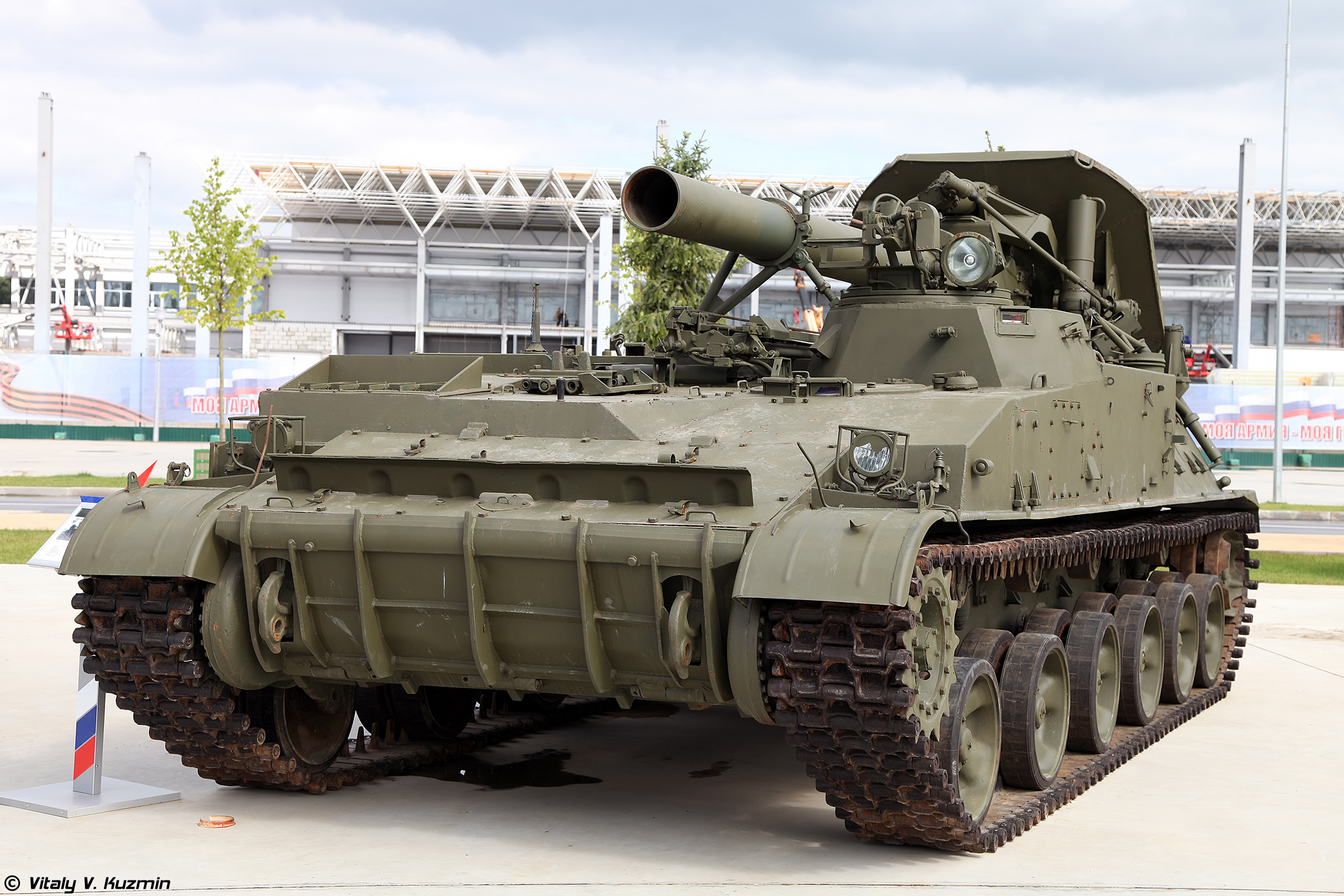
2С4«Тюльпан» — 240-мм самоходный миномёт фронтовой артиллерии (артиллерии РВГК)

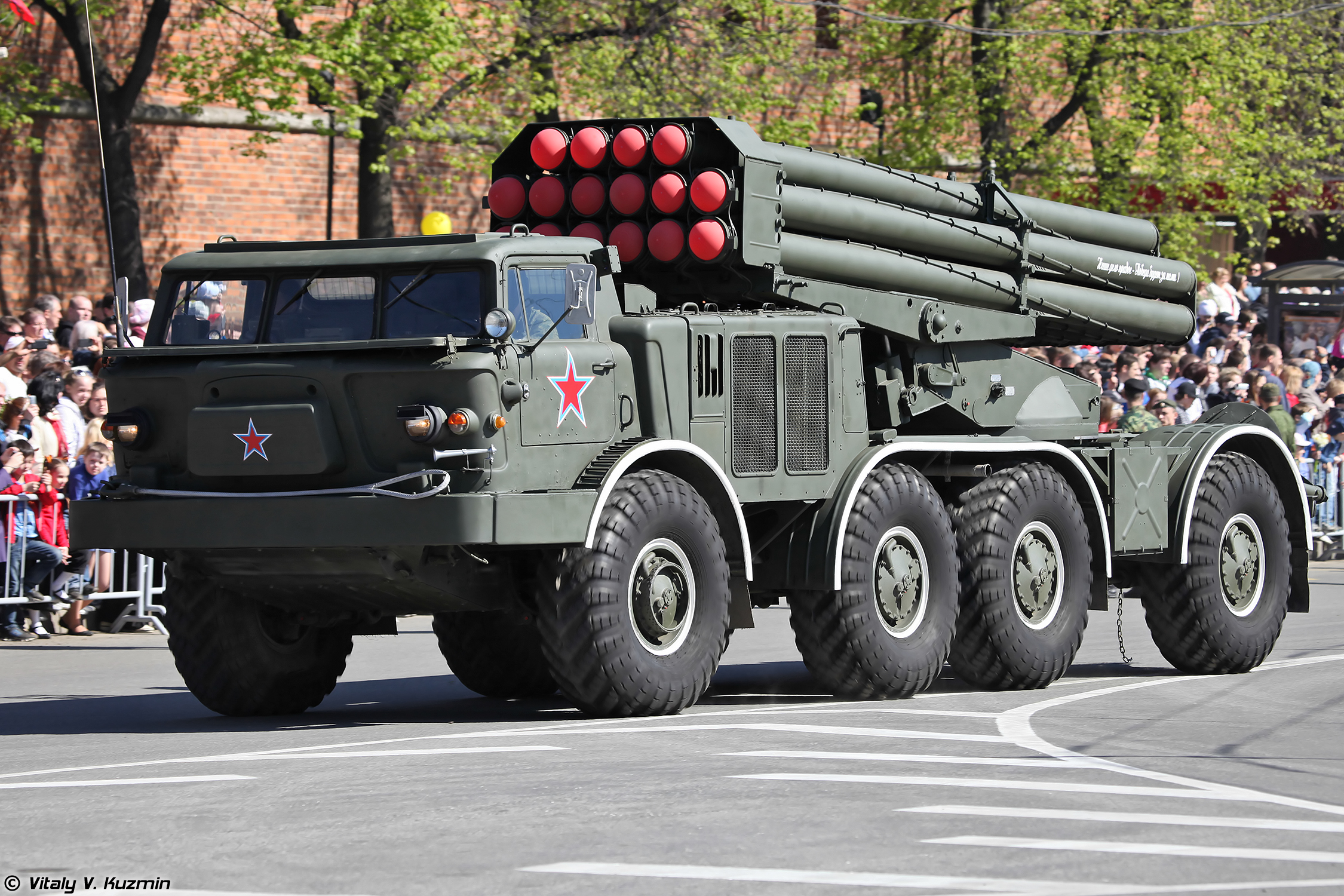
БМ-27 «Ураган» — 220-мм РСЗО
армейской артиллерии

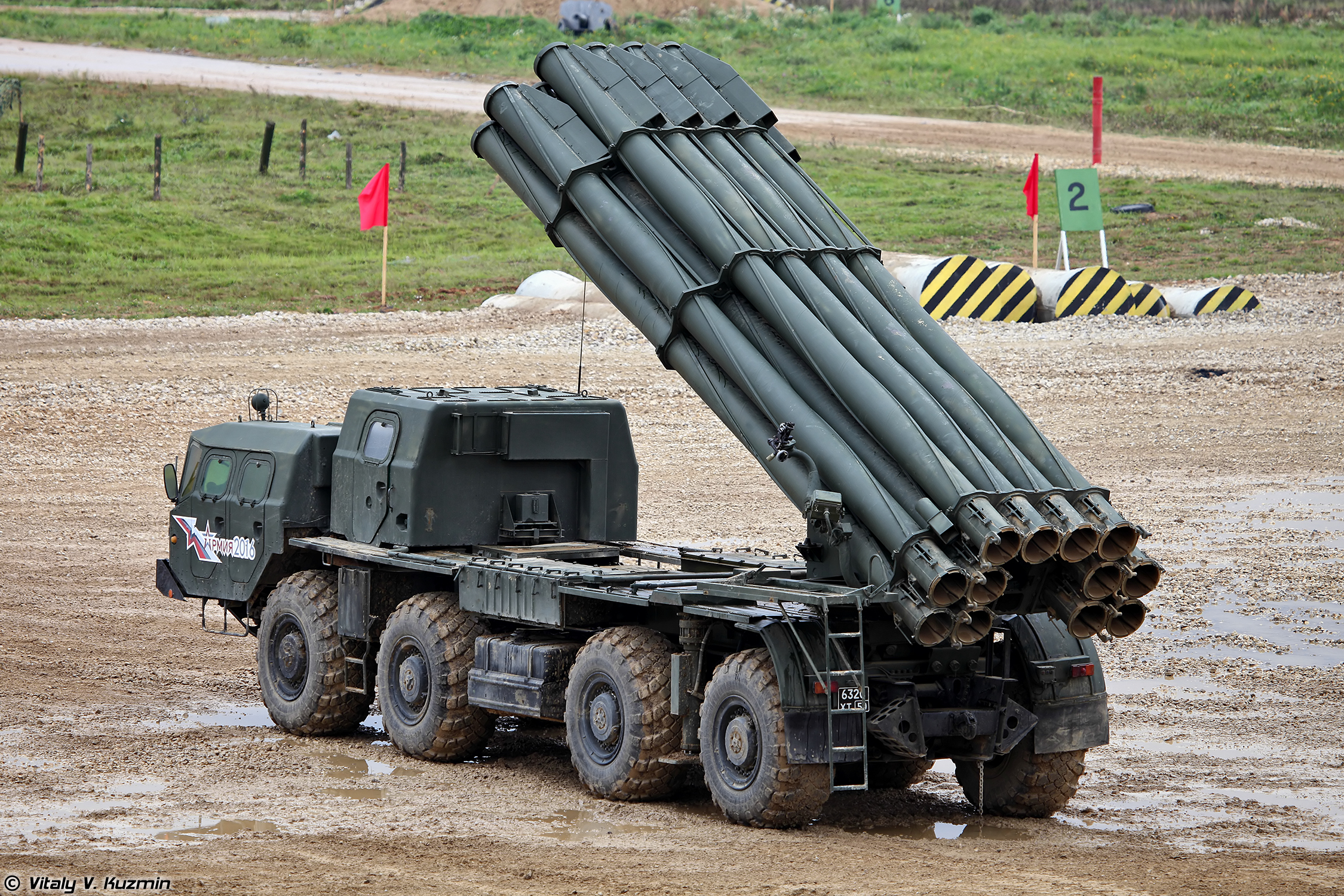
БМ-30 «Смерч» — 300-мм РСЗО
армейской и фронтовой артиллерии

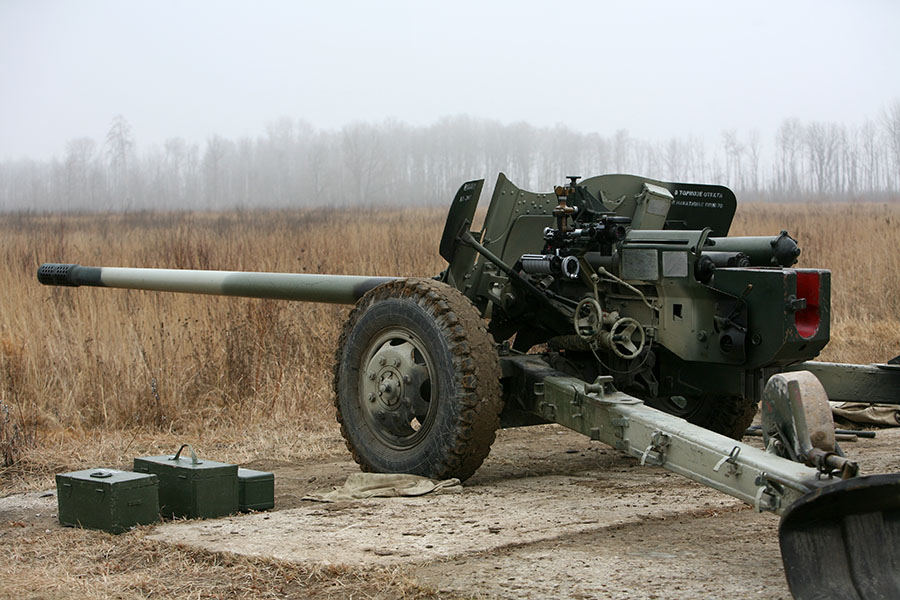
МТ-12 «Рапира» — 100-мм противотанковое орудие. Универсальный образец вооружения состоявший в трёх видах артиллерии (дивизионной, армейской, фронтовой)

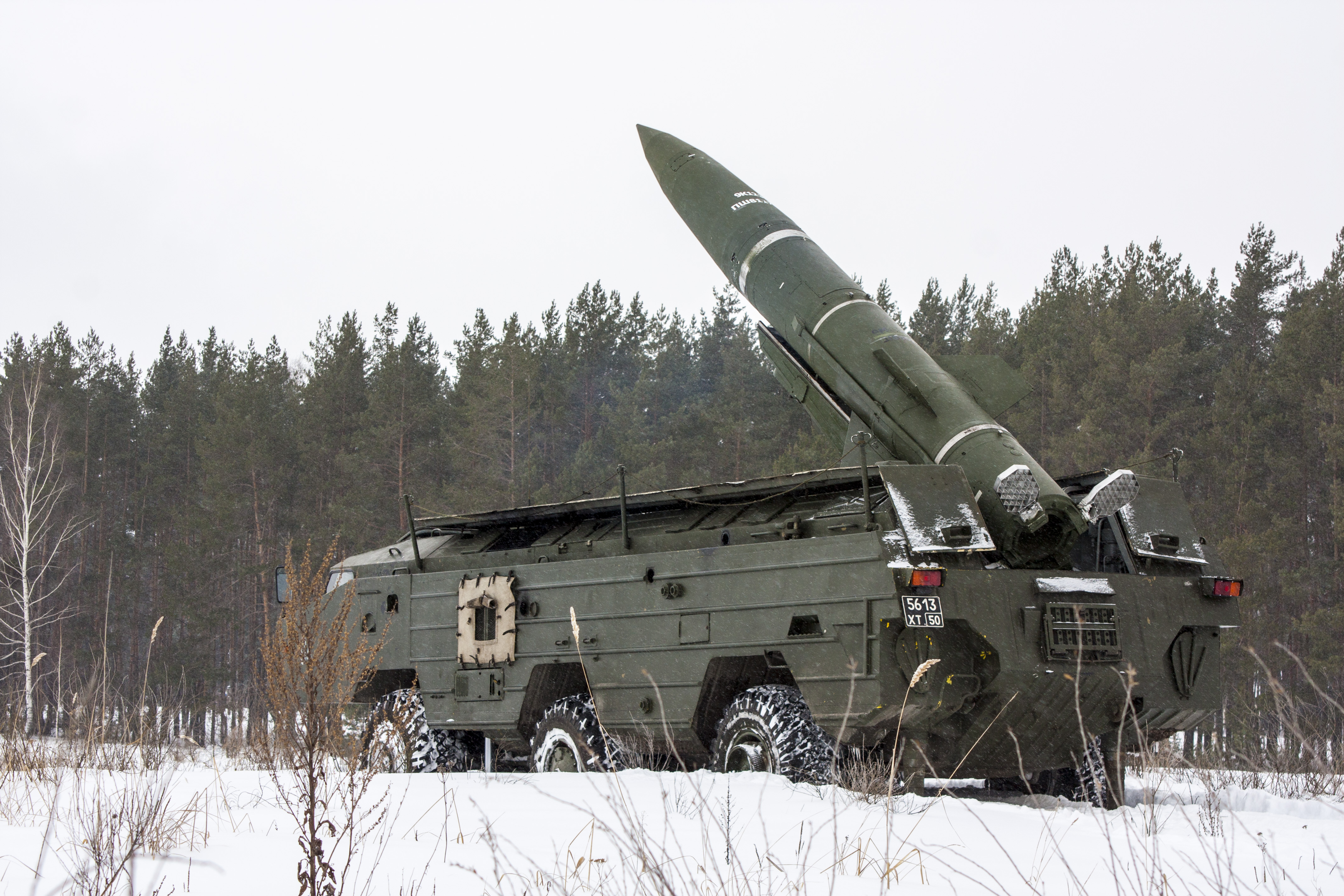
ОТР-21 «Точка-У» — тактический ракетный комплекс.
До 1988 года — в дивизионной артиллерии.
С 1988 года в составе армейской и фронтовой артиллерии

Армейская артиллерия и окружная артиллерия представляли собой отдельные части и соединения находившиеся соответственно в непосредственном подчинении Начальников артиллерии армий (общевойсковых и танковых) и военных округов. Окружная (фронтовая) артиллерия выполняла роль артиллерии РВГК. Основной тип соединений в армейской и окружной артиллерии был представлен бригадами. В Ракетных войсках и артиллерии в 1970-е и до распада СССР, бригады относились только к армейской и окружной артиллерии. Кроме бригад в армейскую и окружную артиллерию также входили некоторые отдельные артиллерийские полки различного типа (разведывательные, реактивные, противотанковые).
Ракетные войска и артиллерия к 1989 году включала в себя следующие типы бригад: артиллерийские (пушечные, большой мощности, гаубичные, тяжёлые гаубичные, реактивные, противотанковые) и ракетные. В общей сложности на конец 1980-х годов существовало 74 артиллерийские бригады и 69 ракетных бригад.
Также артиллерийские подразделения и части находились в составе укреплённых районов (4 в ЗакВО, 1 в САВО, 10 в ДВО и 5 в ЗабВО) и 8 пулемётно-артиллерийских дивизий (2 в ЗабВО и 6 в ДВО ), задачей которых было усиление пограничных войск на границе с Японией, Китаем и Турцией. Укреплённые районы представляли собой соединение уровня бригады, в которое были сведены несколько отдельных пулемётно-артиллерийских батальонов, танковых батальонов, артиллерийских дивизионов и других подразделений. Все укреплённые районы и пулемётно-артиллерийские дивизии находились в армейском звене, за исключением двух укреплённых районов в ЗакВО которые находились в составе 31-го армейского корпуса.
Окружная артиллерия не имела одинакового состава по разным округам и могла включать в себя следующие соединения:
- артиллерийская бригада большой мощности — 2 дивизиона 203-мм орудий 2С7 (24 орудия) и 2 дивизиона 240-мм тяжёлых миномётов 2С4 (24 орудия);
- артиллерийская дивизия — не для всех военных округов;

- реактивная артиллерийская бригада — 4 дивизиона БМ-21 «Град»;
- 1—2 гаубичные артиллерийские бригады — 4 дивизиона 152-мм гаубиц Д-20 или 2А65 (72 орудия) в каждой бригаде;
- пушечная артиллерийская бригада — 4 дивизиона 152-мм пушек 2А36;

- 1—2 ракетные бригады — 3 дивизиона по 4 пусковых установок в каждом Точка-У или Луна-М в каждой бригаде;
- тяжёлая гаубичная артиллерийская бригада — 4 дивизиона 152-мм гаубиц Д-20 или 2А65 (72 орудия);
- противотанковый артиллерийский полк или бригада — 2—3 дивизиона 100-мм МТ-12 (36—54 орудий) и 1 дивизион (27 ПТРК «Штурм» или «Фаланга»);
- разведывательный артиллерийский полк.

Тяжёлые системы РСЗО типа 300-мм БМ-30 «Смерч» к распаду СССР успели оказаться на вооружении только 3 реактивных артиллерийских бригад окружного подчинения (в БелВО, ПрибВО и ОдВО).
Армейская артиллерия (общевойсковой или танковой армии) обычно включала в себя следующие формирования :
- 1—2 ракетные бригады;
- пушечная артиллерийская бригада — 4 дивизиона 152-мм САУ 2С5;
- реактивный артиллерийский полк — 2—3 дивизиона 220-мм БМ-27 «Ураган» (12 установок в каждом дивизионе).
- пушечный артиллерийский полк — 3 дивизиона 152-мм пушек 2А36;
- противотанковый артиллерийский полк.

К моменту распада СССР, в некоторых реактивных артиллерийских полках армейского звена, было произведено перевооружение на БМ-30 «Смерч».

##### Количественный состав формирований и вооружения РВиА
В 1990 году Ракетные войска и артиллерия (РВиА) имела в своём составе формирования в следующем количестве:
- артиллерийские корпуса — 1;
- артиллерийские дивизии — 11 (из них одна учебная);
- артиллерийские бригады — 74 (всех типов — тяжёлые гаубичные, гаубичные, пушечные, большой мощности, противотанковые);
- ракетные бригады — 69;
- отдельные полки:

- противотанковые артиллерийские полки — 18;
- реактивные артиллерийские полки — 20;
- пушечные артиллерийские полки — 14;
- разведывательные артиллерийские полки — 17.

- артиллерийские полки в составе общевойсковых дивизий:

- артиллерийские полки мотострелковых дивизий — 142;
- артиллерийские полки танковых дивизий — 46.

В данный список не вошли отдельные дивизионы различного типа (ракетные, противотанковые, разведывательные).
На вооружении Ракетных войск и артиллерии находились образцы в следующем количестве:
- миномёты:

- 120-мм миномёты М-120 — 3416;
- 120-мм миномёты 2С12 — 2313;
- 160-мм миномёты М-160 — 154;
- 240-мм миномёты М-240 — 125;
- 240-мм самоходные миномёты 2С4 — 346.

- буксируемые орудия:

- 100-мм БС-3 — 495;
- 122-мм М-30 — 2828;
- 122-мм Д-30А — 4379;
- 130-мм М-46 — 1175;
- 152-мм М-47 — 1693;
- 152-мм 2А36 — 1007;
- 152-мм Д-20 — 1700;
- 152-мм 2А65 — 598;
- 203-мм Б-4М — 478.

- самоходные орудия:

- 122-мм 2С1 — 2751;
- 152-мм 2С3 — 2325;
- 152-мм 2С5 — 507;
- 152-мм 2С19 — 20;
- 203-мм 2С7 — 347.

- реактивные системы залпового огня:

- 122-мм БМ-21 — 3298;
- 140-мм БМ-14 — 571;
- 220-мм БМ-27 — 818;
- 240-мм БМ-24 — 19;
- 300-мм БМ-30 — 123.

- оперативно-тактические и тактические ракетные комплексы:

- 9К72 «Эльбрус» — 660;
- 9К52 «Луна-М» — 650;
- 9К79 «Точка-У» — 300.

В общей сложности по мнению западных экспертов на вооружении РВиА находилось от 33000 до 66000 артиллерийских орудий и около 1700 оперативно-тактических и тактических ракетных комплексов.

#### Подготовка кадров

##### Подготовка младших специалистов
Подготовка прапорщиков РВиА осуществлялась в школах прапорщиков, подготовка сержантов РВиА — в учебных соединениях и учебных центрах.
Для ракетных формирований младших специалистов готовили в следующих соединениях:
- 60-й учебный центр боевого применения Ракетных войск сухопутных войск —  Капустин Яр, Астраханская область;
- 187-я учебная ракетная ордена Кутузова бригада —  Каменка, Пензенская область,
- 186-я учебная ракетная бригада — Луга, Ленинградская область;
- 195-я учебная ракетная бригада — село Медведь, Новгородская область.

Подготовка младших специалистов для артиллерийских формирований велась в следующих формированиях:
- Окружные учебные центры сухопутных войск — данные центры во всех военных округах были созданы в 1987 году переименованием учебных мотострелковых дивизий и учебных танковых дивизий, в составе каждой из которых был учебный артиллерийский полк;
- 20-я учебная артиллерийская дивизия — Мулино, Горьковская область, МВО. В составе дивизии:

- 922-й учебный артиллерийский полк — подготовка командиров и наводчиков орудийных расчётов ствольной артиллерии и установок РСЗО;
- 932-й учебный разведывательный артиллерийский полк — подготовка младших специалистов для подразделений метеорологической разведки, звуковой разведки, радиолокационной разведки и топографического обеспечения;
- 280-й учебный противотанковый артиллерийский полк — подготовка операторов ПТУРС на базе БРДМ-2 и командиров орудийных расчётов ствольной противотанковой артиллерии.

##### Подготовка офицерского состава
В 1970-е и 1980-е годы обучение младших офицеров-артиллеристов (лейтенантов) вели следующие высшие военные учебные заведения с указанной специализацией:
- Ленинградское высшее артиллерийское командное училище — артиллерийская разведка;
- Тбилисское высшее артиллерийское командное училище — ствольная артиллерия и РСЗО;
- Одесское высшее артиллерийское командное училище — ствольная артиллерия и РСЗО;
- Сумское высшее артиллерийское командное училище — самоходная артиллерия;
- Хмельницкое высшее артиллерийское командное училище — ствольная артиллерия и РСЗО;
- Казанское высшее военное командно-инженерное училище ракетных войск — оперативно-тактические ракетные комплексы;
- Саратовское высшее военное командно-инженерное училище ракетных войск — оперативно-тактические и тактические ракетные комплексы;
- Пензенское высшее артиллерийское инженерное училище — служба ракетно-артиллерийского вооружения;
- Свердловское высшее военно-политическое танко-артиллерийское училище — офицеры-политработники артиллерийских и ракетных войск.
- Коломенское высшее артиллерийское командное училище — артиллерия ВДВ (выпускники также направлялись в Десантно-штурмовые формирования Сухопутных войск);
- Тульское высшее артиллерийское инженерное училище — ракетно-артиллерийское вооружение и артиллерийские приборы, тактические ракетные комплексы (только до 1977 года).

Дальнейшее совершенствование подготовки офицеров Ракетных войск и Артиллерии осуществлялось в следующих учебных заведениях по должностям:
- Военная артиллерийская академия имени М. И. Калинина (Ленинград):

- заместители командиров артиллерийских бригад, командиров артиллерийских полков;
- начальники артиллерии стрелковых и мотострелковых полков;
- командиры артиллерийских дивизионов и батарей;
- преподаватели высших офицерских школ и артиллерийских училищ.

- Военная артиллерийская инженерная академия имени Ф. Э. Дзержинского (Балашиха, Московская область):

- начальники артиллерии корпусов, дивизий и бригад;
- командиры артиллерийских дивизий и бригад;
- начальники штабов артиллерии военных округов и армий;
- начальники штабов артиллерийских корпусов и дивизий;
- начальники оперативных отделов (отделений) штабов артиллерии военных округов и армий;
- начальники разведки штабов артиллерии военных округов и армий;
- начальники связи штабов артиллерии военных округов, армий и артиллерийских соединений.

#### Участие артиллерии Советской армии в локальных военных конфликтах

##### Участие артиллерии Советской армии в венгерском восстании 1956 года

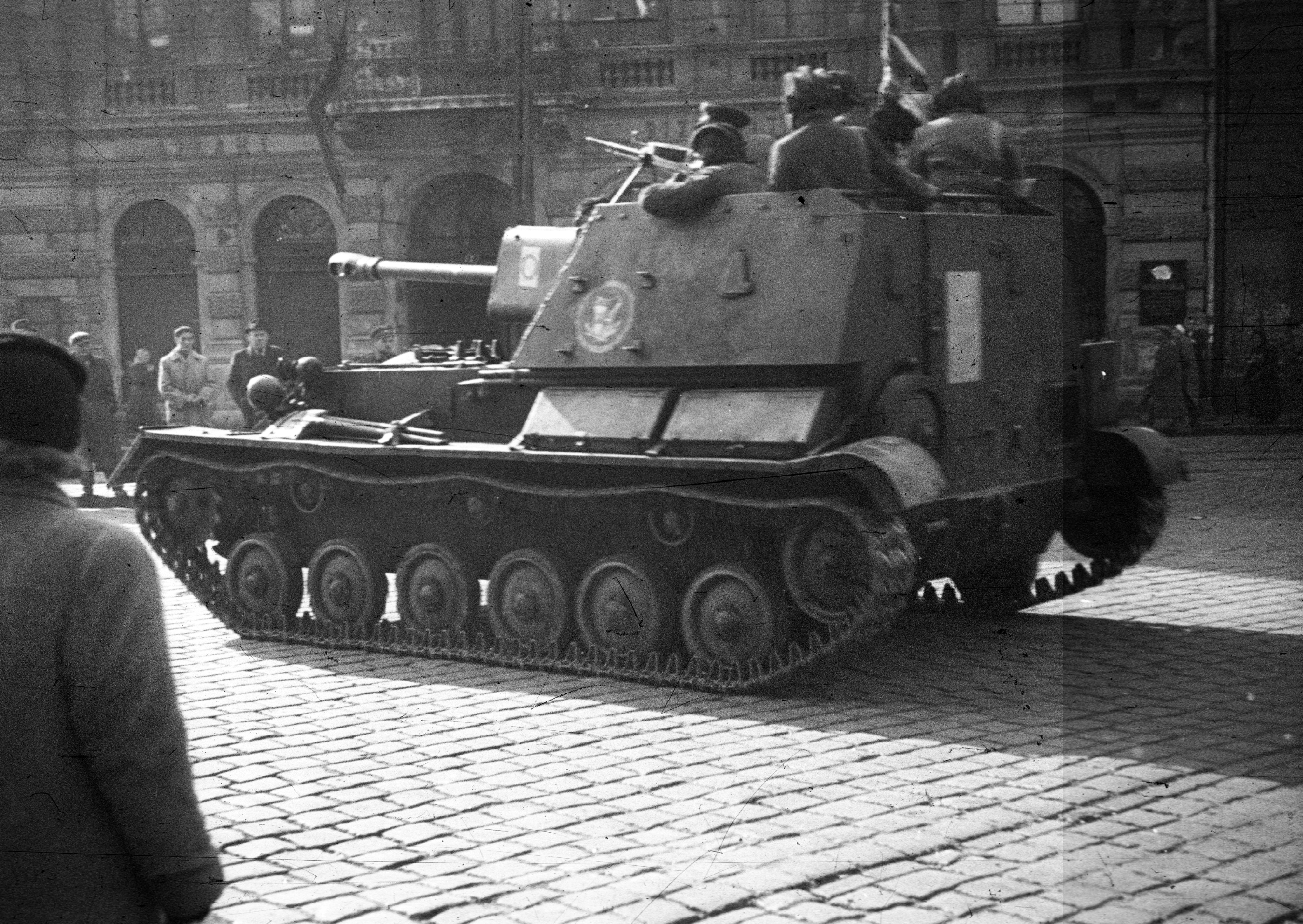
Советская самоходная установка СУ-76.
Будапешт. Ноябрь 1956 года

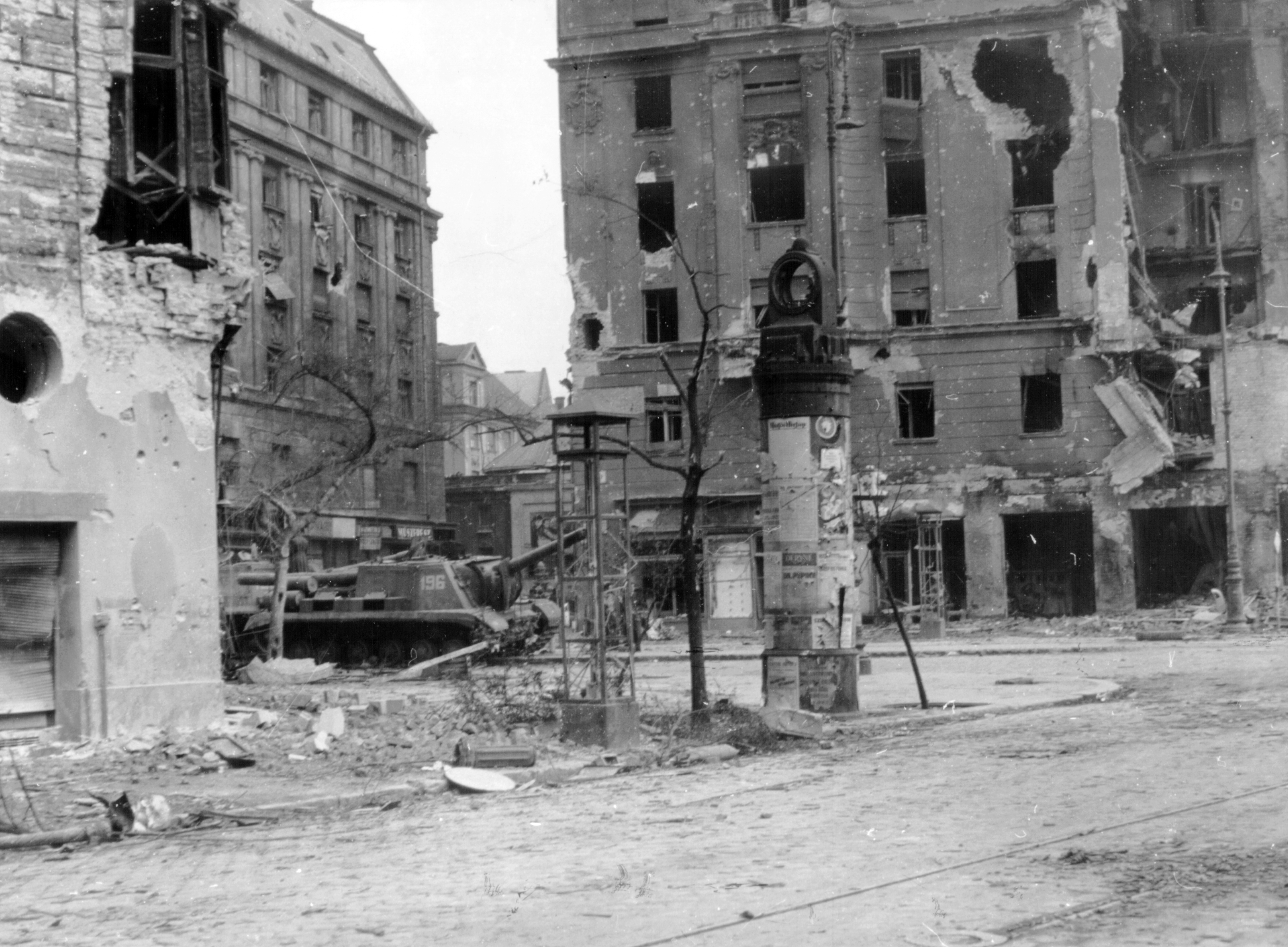
Советская тяжёлая САУ ИСУ-152
поблизости от кинотеатра «Корвин».
Будапешт. Ноябрь 1956 года

В октябре 1956 года внутренний политический кризис в Венгерской Народной Республике достиг критической точки. В стране начались убийства коммунистов, военнослужащих и сотрудников органов безопасности.
Советское руководство приняло решение взять под контроль столицу Венгрии город Будапешт. Первоначально задача была поручена 2-й гвардейской механизированной дивизии, которая в ночь на 24 октября вошла в город неполным составом (около 6000 человек, 290 танков, 120 бронетранспортеров и 156 орудий).
25 октября в Будапешт также вошла 33-я гвардейская механизированная дивизия и к окраине города подошла 128-я гвардейская стрелковая дивизия. В ходе уличных столкновений с восставшими 2-я и 33-я дивизии понесла потери. Однако штурм назначенный на 28 октября был отменён.
29 марта советские войска покинули пределы столицы.
30 октября руководство СССР принимает решение о силовом подавлении мятежа в Венгрии, основной центр событий которого находился в столице страны. Началась перегруппировка советских войск. В срочном порядке был разработан план операции «Вихрь» по захвату Будапешта намеченного на 4 ноября.
Для штурма Будапешта был назначен Особый корпус, в котором были 4 дивизии в полном составе:
- 2-я гвардейская механизированная дивизия
- 33-я гвардейская механизированная дивизия
- 128-я гвардейская стрелковая дивизия
- 7-я гвардейская воздушно-десантная дивизия

Кроме штатной артиллерии в данных соединениях, корпус был усилен одним дивизионом от 19-й гвардейской миномётной бригады реактивной артиллерии и одним дивизионом от 16-й тяжёлой миномётной бригады из состава 1-й гвардейской артиллерийской дивизии прорыва РГК.
Операция советских войск по взятию Будапешта началась утром 4 ноября. В ходе штурма столицы артиллерийские части осуществляли массированный огонь по районам скопления восставших.
К обеду 5 ноября в Будапеште остался только один сильный узел сопротивления в переулке Корвин (венг. Corvin köz), который находился в здании одноимённого кинотеатра «Корвин». Для полного подавления сопротивления по зданию кинотеатра была произведена двухчасовая артиллерийская подготовка которая длилась с 13:00 до 15:00. В ней участвовали 11 артиллерийских дивизионов, которые вели огонь из 170 орудий и миномётов, а также несколько десятков танков.
К 9 ноября боевые действия закончилась.
Потери советских войск в технике составили около 25 танков и САУ, около 20 БТР, 15 орудий, 4 РСЗО БМ-13, 8 зенитных орудий, около 60 станковых пулеметов, более 60 автомобилей и 11 мотоциклов.
В ходе боёв, среди артиллерийских частей, понесли безвозвратные потери личного состава следующие формирования:
- 921-й артиллерийский полк 2-й гвардейской механизированной дивизии;
- 33-й отдельный гвардейский минометный дивизион 2-й гвардейской механизированной дивизии;
- 61-й отдельный гвардейский миномётный дивизион 33-й гвардейской механизированной дивизии;
- 100-й гвардейский артиллерийский полк 33-й гвардейской механизированной дивизии;
- 1195-й артиллерийский полк 33-й гвардейской механизированной дивизии — в числе погибших командир полка;
- 331-й гвардейский артиллерийский полк 128-й гвардейской стрелковой дивизии;
- 114-й отдельный гвардейский противотанковый истребительный артиллерийский дивизион 128-й гвардейской стрелковой дивизии;
- 19-я гвардейская миномётная бригада 1-й гвардейской артиллерийской дивизии прорыва РГК;
- 1091-й зенитно-артиллерийский полк 41-й гвардейской танковой дивизии;
- 1093-й зенитно-артиллерийский полк 33-й гвардейской механизированной дивизии;
- 1160-й зенитно-артиллерийский полк 17-й гвардейской механизированной дивизии.

Из артиллерийских подразделений 7-й гвардейской воздушно-десантной дивизии потери понёс личный состав миномётных подразделений парашютно-десантных полков.
За проявленное мужество трём артиллеристам было присвоено высшее звание Герой Советского Союза: полковник Коханович С. Н.(посмертно), старший лейтенант Громницкий Г. М. (посмертно) и капитан Субботин В. В..

##### Участие Ракетных войск и артиллерии в пограничном конфликте
В послевоенный период, единственный прецедент участия Ракетных войск и артиллерии в пограничном конфликте с сопредельными государствами, был связан с советско-китайским расколом и относится к событиям марта 1969 года, когда подразделения Народно-освободительной армии Китая после нескольких провокаций вторглись на территорию СССР на остров Даманский.
2 марта произошло резкое обострение ситуации, при которой в ходе скоротечного столкновения погибли несколько советских пограничников. Для усиления пограничных войск к острову Даманский были выдвинуты части 135-й мотострелковой дивизии из состава Дальневосточного военного округа. 

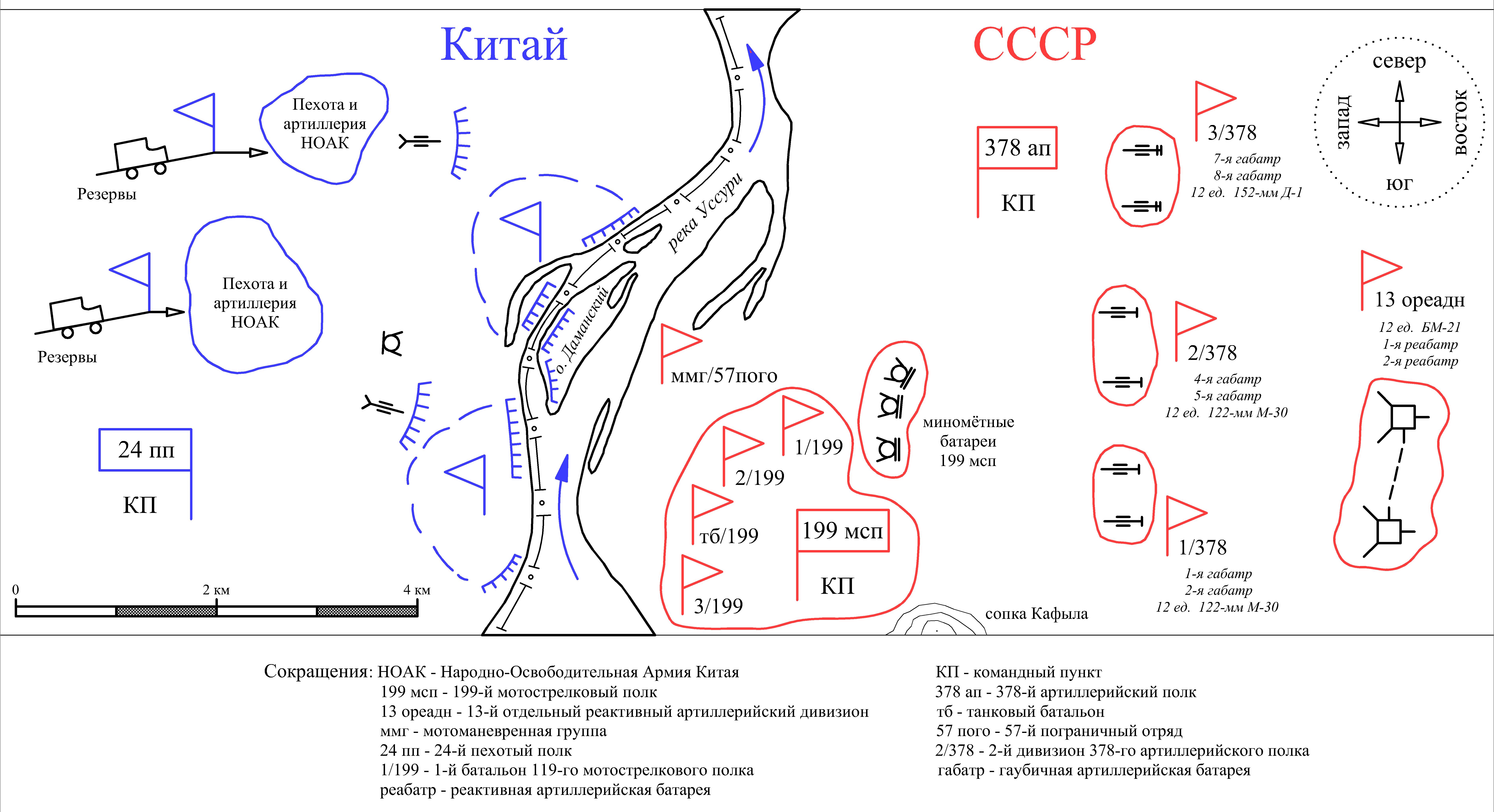
Позиции артиллерии 135-й мотострелковой дивизии у острова Даманский на вечер 15 марта 1969 года

В ночь на 12 марта передовые мотострелковые и танковые подразделения дивизии заняли позиции в тылу пограничных подразделений возле государственной границы.
К вечеру 14 марта 378-й артиллерийский полк (без 3 батарей), 13-й отдельный реактивный артиллерийский дивизион (без 1 батареи) и отдельная противотанковая батарея  135-й дивизии развернулись в боевые порядки и заняли огневые позиции в тылу пограничных постов.  378-й артиллерийский полк был представлен 2 дивизионами 122-мм гаубиц М-30 без одной батареи в каждой из них (всего 24 орудия) и дивизионом 152-мм гаубиц Д-1 без одной батареи (всего 12 орудий).
В 10.00 утром 15 марта китайская артиллерия произвела огневой налёт на пограничную заставу находящуюся на острове, после которого началось наступление на остров китайской пехоты. Советских пограничников поддерживали в бою танковые подразделения 135-й дивизии.
Из-за нерешительности высшего руководства СССР и военного командования, применение артиллерии продолжительное время откладывалось. В это время пограничники и поддерживающий их танковый батальон 199-го мотострелкового полка несли потери.
В 17:00 15 марта советская артиллерия открыла огонь по китайскому берегу. В огневом налёте принимали участие 2 дивизиона 378-го артиллерийского полка из 24 122-мм гаубиц М-30, 13-й отдельный реактивный артиллерийский дивизион из 12 установок БМ-21 и миномётные подразделения 199-го мотострелкового полка. Огневой налёт вёлся в течение 10 минут на глубину до 6 километров. После налёта в 17:10 подразделения 199-го мотострелкового полка пошли в атаку на китайских солдат окопавшихся на западном берегу острова. Считается что последствия данного огневого налёта вынудили китайскую сторону отказаться от дальнейшей эскалации конфликта.
Данный эпизод стал первым случаем боевого применения РСЗО БМ-21.
Кроме непосредственного уничтожения живой силы противника, советская артиллерия была также использована сперва для прикрытия группы эвакуации танка, а затем и для уничтожения собственного танка Т-62, который 15 марта подорвался на китайской противотанковой мине. Танк оказался на нейтральной части реки, ближе к китайскому берегу. Для недопущения попадания танка в руки противника (который на тот момент являлся современной разработкой), было принято решение отбуксировать танк на советскую сторону. 17 марта при попытке группы эвакуации отбуксировать танк, китайская сторона открыла по ней артиллерийский огонь. В ответ советская артиллерия силами всех трёх дивизионов 378-го полка и 13-го реактивного дивизиона открыла ответный огонь и подавила китайскую артиллерию. В частности огонь 3-го дивизиона 378-го полка из гаубиц Д-1 по китайской самоходной артиллерийской батарее из 4 ИСУ-152 советского производства, уничтожил 2 машины и заставил отступить оставшиеся 2 машины.
Ввиду невозможности эвакуировать танк, было принято решение об его уничтожении. Из части окружной артиллерии во Владивостоке, к острову Даманский были направлены два тяжёлых 240-мм миномётов М-240 с расчётами, которые должны были прямым попаданием уничтожить танк. Многократные обстрелы не принесли успеха. В дальнейшем обстрел танка вёлся из гаубиц Д-1, что также не принесло успеха. Танк не был уничтожен и впоследствии был захвачен китайской стороной.
В событиях августа того же 1969 года в Казахской ССР у пограничного озера Жаланашколь, артиллерия сухопутных войск не применялась.

##### Участие Ракетных войск и артиллерии в афганской войне

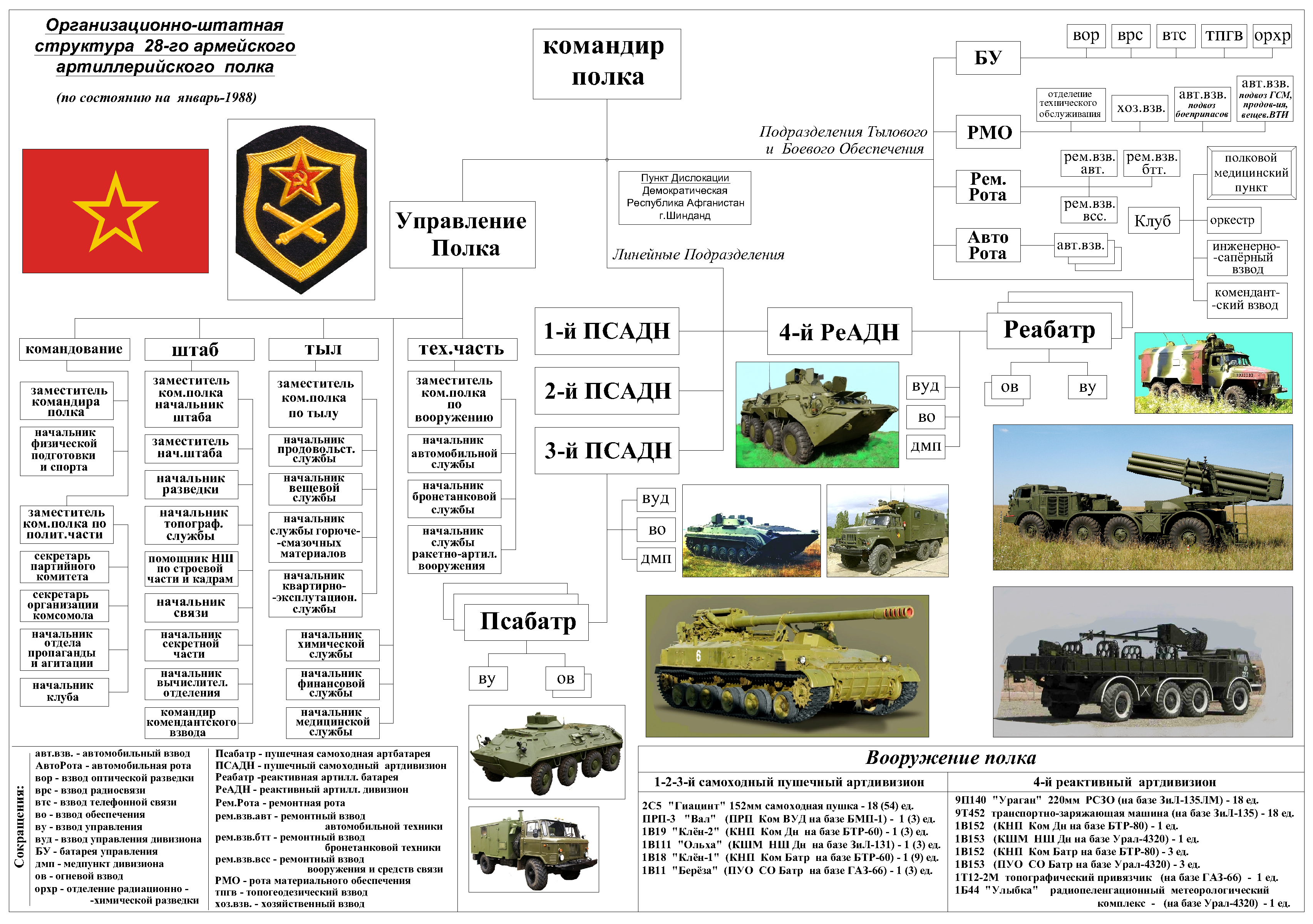
Организационно-штатная структура
28-го армейского артиллерийского полка
на январь 1988 года (неофициальная)

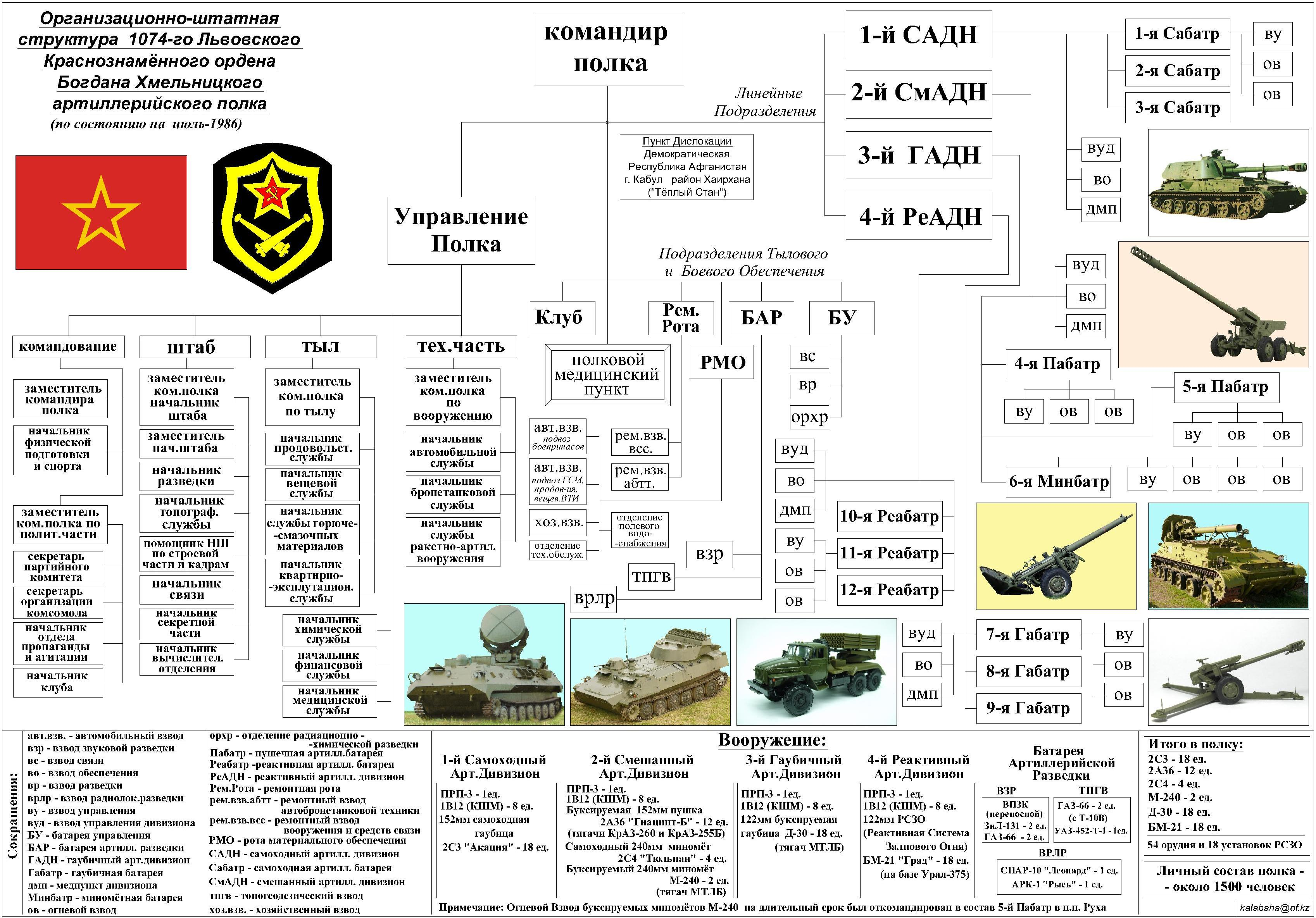
Организационно-штатная структура
1074-го артиллерийского полка
108-й мотострелковой дивизии
на июль 1986 года (неофициальная)

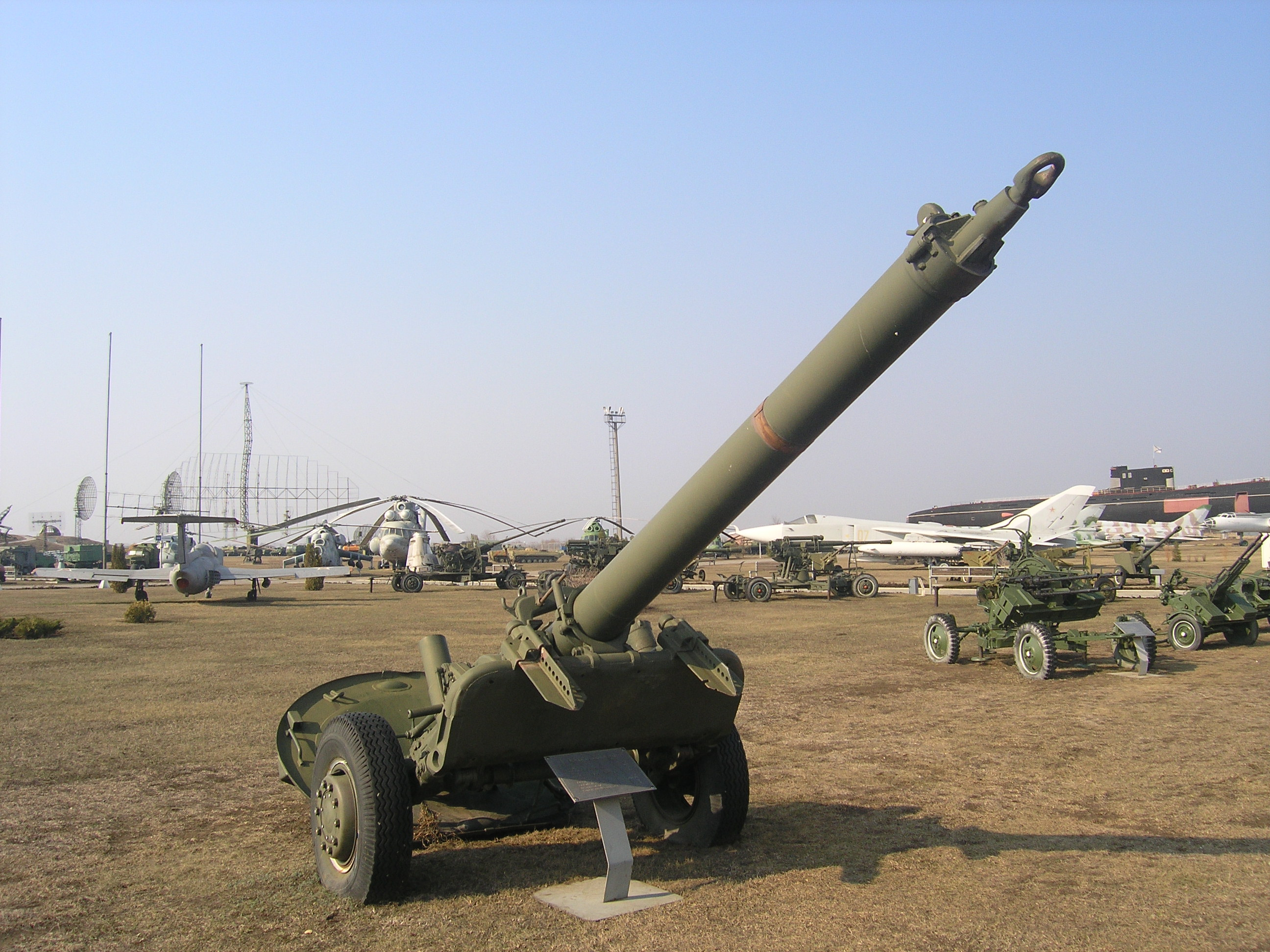
Буксируемый 240-мм миномёт М-240.
Использовался в боевых действиях в Афганистане

В декабре 1979 года произошёл ввод советских войск в Демократическую Республику Афганистан. Для управления введёнными войсками была создана 40-я общевойсковая армия. К концу января 1980 года из общевойсковых соединений и частей в состав армии входили 3 мотострелковые дивизии, 2 отдельных мотострелковых полка, 2 отдельные мотострелковые бригады, 1 воздушно-десантная дивизия, 1 отдельный парашютно-десантный полк и 1 отдельная десантно-штурмовая бригада. Из артиллерийских формирований армейского звена в составе армии находились введённая в декабре 1979 года 353-я гвардейская артиллерийская бригада и введённый в феврале 1980 года 28-й армейский реактивный артиллерийский полк.
К лету 1980 года военное руководство посчитало излишним нахождение некоторых частей и соединений в составе 40-й армии, в связи с чем к сентябрю того же года на территорию СССР будут выведены отдельные ракетные дивизионы из состава мотострелковых дивизий и 353-я гвардейская артиллерийская бригада.
В условиях набиравшей обороты контрпартизанской войны, методы применения артиллерии в Афганистане претерпели существенные отличия от применения в классической войне. Деятельность войск свелась к проведению рейдов в районы с предполагаемым нахождением формирований моджахедов и проведением крупных операций с целью установления контроля над районами удерживаемыми вооружённой оппозицией. Кроме этого войска занимались постоянной охраной главных дорог связывающих провинции и крупные города, которое осуществлялось в форме сторожевого охранения.
В сторожевом охранении дорог, гарнизонов и важных объектов было задействовано 70 артиллерийских батарей. За неимением бронетехники у противника — все дивизионные отдельные противотанковые артиллерийские дивизионы были направлены на сторожевое охранение.
При проведении рейдов и операций артиллерийские подразделения придавались мотострелковым батальонам (парашютно-десантным и десантно-штурмовым) . Миномётные подразделения повзводно придавались ротам, либо находились в подчинении командиров батальонов. В подчинении командиров полков (бригад) оставались реактивные батареи РСЗО
Типовая форма проведения боевых действий заключалась в том что мотострелковые батальоны блокировали населённые пункты, а артиллерийские подразделения занимали позиции в 3—7 километрах от этих населённых пунктов и вели огонь по запросу командиров батальонов и рот. Мотострелковый (парашютно-десантный или десантно-штурмовой батальон) обычно усиливался батареей ствольной артиллерии и реже реактивной батареей.
Также артиллерия применялась для удара по целям обнаруженных разведывательными подразделениями. Для этого использовались как ствольные орудия так и мощные РСЗО БМ-27 с высокой дальностью стрельбы.
Специфика боевых действий в Афганистане выявила недостаточность штатного вооружения дивизионной артиллерии при разрушении типичных для данной местности каменных и глинобитных зданий и ограждений (дувалы). Батальонная артиллерия в 103-й воздушно-десантной дивизии, которая действовала как мотострелковое соединение, также нуждалось усилении. В связи с этим к 1984 году встал вопрос о вооружении частей дивизионной и армейской артиллерии более мощными орудиями. В экспериментальном порядке в 1984 году в 1074-м артиллерийском полку 108-й мотострелковой дивизии один гаубичный дивизион на 122-мм гаубицах Д-30А был полностью перевооружён и стал смешанным: 2 пушечные артиллерийские батареи на буксируемых 152-мм пушках 2А36 (по 4 орудия в каждой) и 1 тяжёлая миномётная батарея на буксируемых 240-мм миномётах М-240 (4 единицы). С начала 1985 по конец 1986 годов миномёты М-240 постепенно были заменены на их самоходный вариант — 240 мм миномёт 2С4 «Тюльпан». В 103-й воздушно-десантной дивизии батальонная артиллерия была перевооружена с 82-мм миномётов на 120-мм самоходные орудия 2С9. Также для мобильности миномётной батареи мотострелковых батальонов, было разрешено устанавливать миномёт 2Б9 «Василёк» сверху на корпус тягача МТ-ЛБ, что позволило расчётам открывать огонь сходу, не спешиваясь с тягачей.
В октябре 1985 года с целью повышения огневой мощи батальонной артиллерии, в состав миномётных батарей мотострелковых батальонов был добавлен второй миномётный взвод на 82-мм автоматических миномётах «Василёк» 2Б9. Также в ноябре 1985 года были усилены отдельные батальоны охраны, которые занимались охраной и обороной военных аэродромов, путём включения в их состав миномётной батареи из 6 единиц 120-мм миномётов 2Б11.
В ноябре 1985 года в артиллерийские дивизионы отдельных мотострелковых бригад, а также отдельной десантно-штурмовой бригады с целью усиления были введены дополнительные батареи, что повысило их количество от первоначальных трёх до пяти:
- артиллерийский дивизион 56-й отдельной десантно-штурмовой бригады:

- 3 гаубичные батареи Д-30А;
- 1 самоходная батарея 2С1;
- 1 реактивная батарея «Град-1» и «Град-В».

- 66-я и 70-я отдельные мотострелковые бригады:

- 4 гаубичные батареи Д-30А;
- 1 реактивная батарея «Град-1».

В ходе Афганской войны были испытаны в боевых условиях новые типы артиллерийских снарядов. Так в 1985 году в боевых условиях были применены корректируемая мина ЗФ5 «Смельчак» к 240-мм тяжёлому миномёту 2С4 «Тюльпан» и осколочно-кассетный снаряд 3013 «Сахароза» к 152-мм САУ 2С3 «Акация».
В связи с необходимостью увеличения огневой мощи, в апреле 1986 года 28-й армейский реактивный артиллерийский полк был преобразован в 28-й армейский артиллерийский полк с изменением состава и вооружения. Состоявший ранее из 2 дивизионов БМ-21 и дивизиона БМ-27, он стал полком из 4 дивизионов — 3 дивизиона 2С5 «Гиацинт-С» (по 18 орудий в каждом) и дивизион БМ-27 «Ураган» (18 пусковых установок).
Для усиления артиллерии соединений 40-й армии, дислоцировавшихся на всей территории Афганистана, от 28-го реактивного артиллерийского полка были отправлены в их подчинение по одной батарее 2С5 или БМ-27. При самом управлении полка, находившегося в северо-западной провинции Герат в городе Шинданд, остались только 2 из 12 огневых батарей.
За более чем 3 месяца до полного вывода советских войск, 31 октября 1988 года, из состава 111-й ракетной бригады окружной артиллерии ТуркВО, в Афганистан был введён 47-й отдельный ракетный дивизион с тактическими ракетными комплексами 9К52 «Луна-М», который временно был дислоцирован в Кабуле. Его задачей стало нанесение ракетных ударов для сдерживания натиска наступающих афганских моджахедов, в провинциях покинутых советскими войсками. В течение одного месяца, по точечным целями указанным разведывательными органами 40-й армии, наносились ракетные удары.
На 1 августа 1987 года в 40-й армии на вооружении артиллерийских частей и подразделений числились следующие образцы в указанном количестве:
- ствольных орудий[75]:

- 310 122-мм гаубиц Д-30А;
- 96 122-мм самоходных гаубиц 2С1;
- 50 152-мм самоходных гаубиц 2СЗ;
- 8 152-мм пушек 2А36
- 54 152-мм самоходные пушки 2С5;
- 69 120-мм самоходных орудий 2С9 «Нона-С».

- миномётов:

- 4 240 мм миномета 2С4;
- 54 120-мм миномётов ПМ-38 и 2Б11;
- 823 82-мм минометов 2Б9, 2Б14 и БМ-37.

- Реактивных систем залпового огня:

- 94 122-мм «Град»;
- 17 122-мм «Град-1»;
- 17 240-мм РСЗО «Ураган».

- противотанковых средств:

- 42 100-мм противотанковые пушки МТ-12;
- 121 боевая машина ПТУР 9П122.

## Командующие (Начальники) рода войск
Список командующих (начальников инспекции) артиллерией Красной армии, командующих артиллерии Советской армии, командующих Ракетными войсками и артиллерией сухопутных войск :  
- генерал-лейтенант Шейдеман Георгий Михайлович — октябрь 1918 — 1925;
- полковник Грендаль Владимир Давыдович — 1925 — ноябрь 1931[К 7];
- комдив Роговский Николай Михайлович — ноябрь 1931 — июнь 1937[К 8];
- главный маршал артиллерии Воронов Николай Николаевич — июнь 1937 — март 1950;
- генерал-полковник артиллерии Неделин Митрофан Иванович — март 1950 — январь 1952;
- генерал-полковник артиллерии Казаков Василий Иванович — январь 1952 — март 1953;
- главный маршал артиллерии Варенцов Сергей Сергеевич — март 1953 — март 1963[К 9];
- маршал артиллерии Казаков Константин Петрович — март 1963 — июль 1969;
- маршал артиллерии Передельский Георгий Ефимович — июль 1969 — июнь 1983;
- маршал артиллерии Михалкин Владимир Михайлович — 1983 — сентябрь 1991;
- генерал-полковник Димидюк Николай Михайлович — сентябрь 1991 — февраль 1992.